# 黄砂

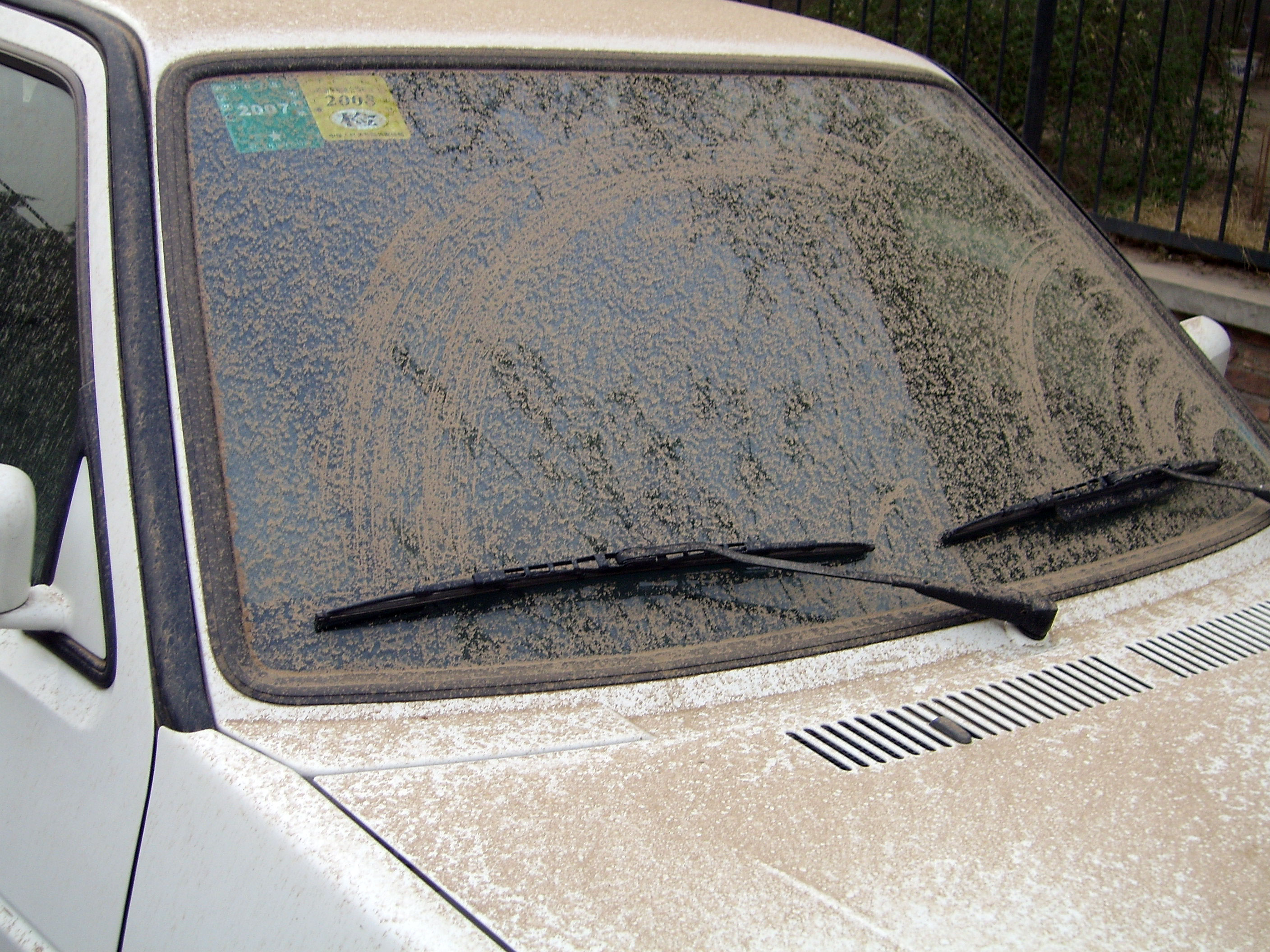
自動車に積もった黄砂（北京 - n:zh:沙尘天气今年第八次袭击北京）

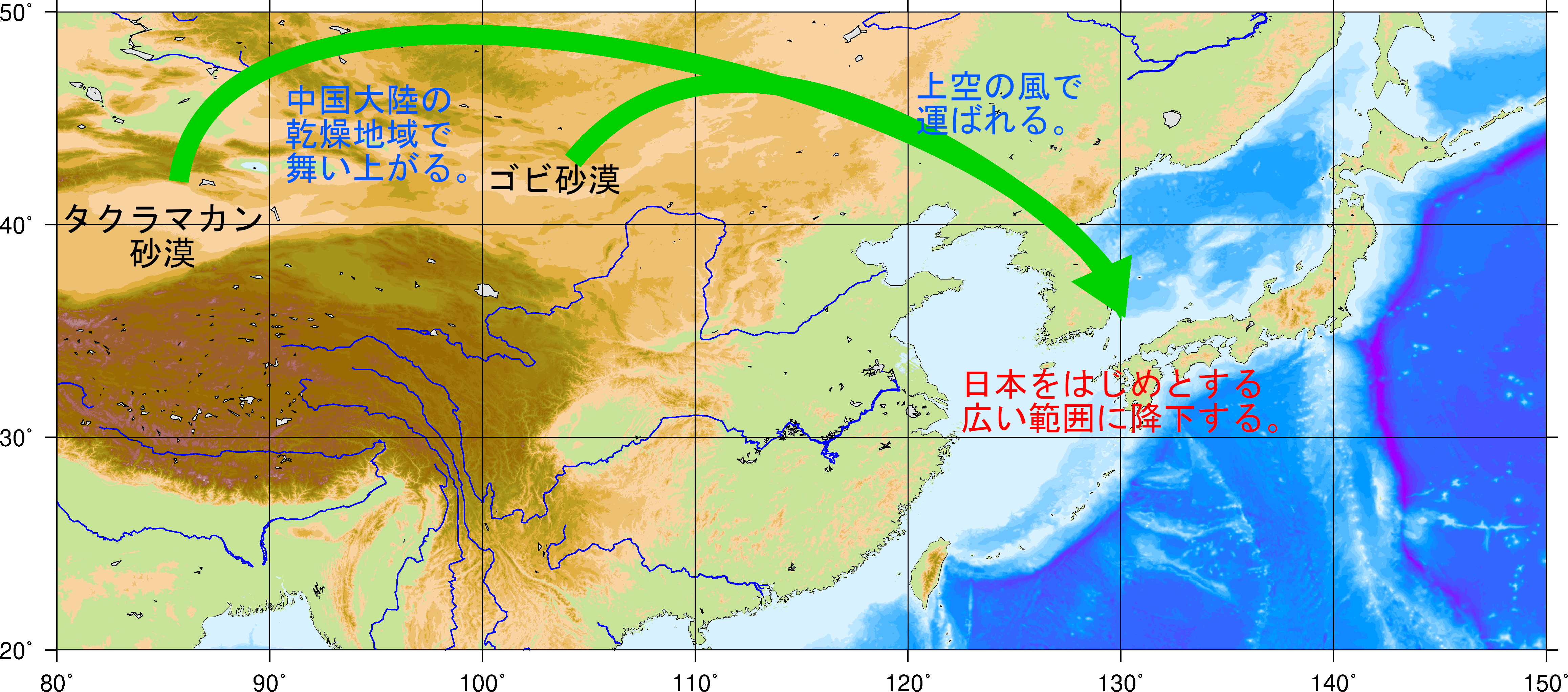
黄砂解説図

地球規模で移動する黄砂（2001年4月7日 - 18日、NASA）。人工衛星のオゾン全量分光計を利用して観測された。中国とモンゴル国辺境付近の黄砂（赤・黄・黄緑色の部分）は数日かけて北アメリカまで到達している。

黄砂（こうさ、黄沙とも）とは、特に中国北部とモンゴル国（ゴビ砂漠・タクラマカン砂漠・黄土高原）を中心とした東アジア内陸部の砂漠または乾燥地域の砂塵が強風を伴う砂塵嵐（砂嵐）などによって上空に巻き上げられ、春を中心に東アジアなどの広範囲に飛散し、地上に降り注ぐ気象現象。あるいは、この現象で飛散した砂自体のことである。

## 概要
気象現象としての黄砂は、砂塵の元になる土壌の状態、砂塵を運ぶ気流など、大地や大気の条件が整うと発生すると考えられている。発生の頻度には季節性があり、春はそういった条件が整いやすいことから頻繁に発生し、比較的遠くまで運ばれる傾向にある。ただ、春に発生する頻度が極端に多いだけであり、それ以外の季節でも発生している。
黄砂は国境をまたぐ範囲で被害を発生させ、しかもその程度や時期にも地域差がある。発生地に近づくほど被害は大きくなり、田畑や人家が砂に覆われたり、周囲の見通し（視程）や日照を悪化させたり、交通に障害を与えたり、人間や家畜などが砂塵を吸い込んで健康に悪影響を及ぼすなど、多数の被害が発生する。海を隔てた日本でも、黄砂の季節になると建物や野外の洗濯物・車などが汚れるといった被害が報告されている。東アジア全体での経済的損失は、日本円に換算して毎年7,000億円を超えるとされる。
発生地に近いほど砂塵の濃度は濃く、大きな粒が多く、飛来する頻度も高い傾向にある。モンゴル、中国、韓国などでは住民の生活や経済活動に多大な支障が出る場合があり、黄砂への対策や黄砂の防止が社会的に重要となっている。近年は東アジア各国で、黄砂による被害が顕著になってきているとされており、一部の観測データもこれを裏付けている。これに加えて、環境問題への関心が高まっていることなどもあり、黄砂に対する社会的な関心も高まっている。
一方、黄砂が自然環境の中で重要な役割を果たしていることも指摘されている。飛来する黄砂は、洪水による氾濫堆積物や火砕物と並ぶ堆積物の一種であり、土地を肥やす効果がある。また、黄砂には生物の生育に必要なミネラル分も含まれており、陸域だけではなく海域でもプランクトンの生育などに寄与している。
また、芸術の分野では、黄砂のもたらす独特の景観などが文化表現にも取り入れられており、黄砂のもたらす情景を詠った古代中国の漢詩が伝えられるなどその歴史は古い。黄砂が生活に深刻な被害を与えている地域もある一方で、影響が軽微であり珍しい自然現象・季節の風物詩などとされている地域もある。
「黄砂」という語でひとくくりにされているが、この語を気象学的に定義すると複数の現象が含まれている。発生地付近では黄砂の元となる「砂塵嵐」（砂嵐）、大気中を浮遊する黄砂は「エアロゾル粒子」であり、風の有無にかかわらず黄砂が空中に大量に浮遊・降下している状態は「風塵」や「煙霧」「ちり煙霧」である。また、視程障害現象にも分類される。東アジア各国では、気象機関がそれぞれ「黄砂」の定義や強弱の基準を定めているが、いずれも少しずつ異なっている（後節参照）。

## 説明

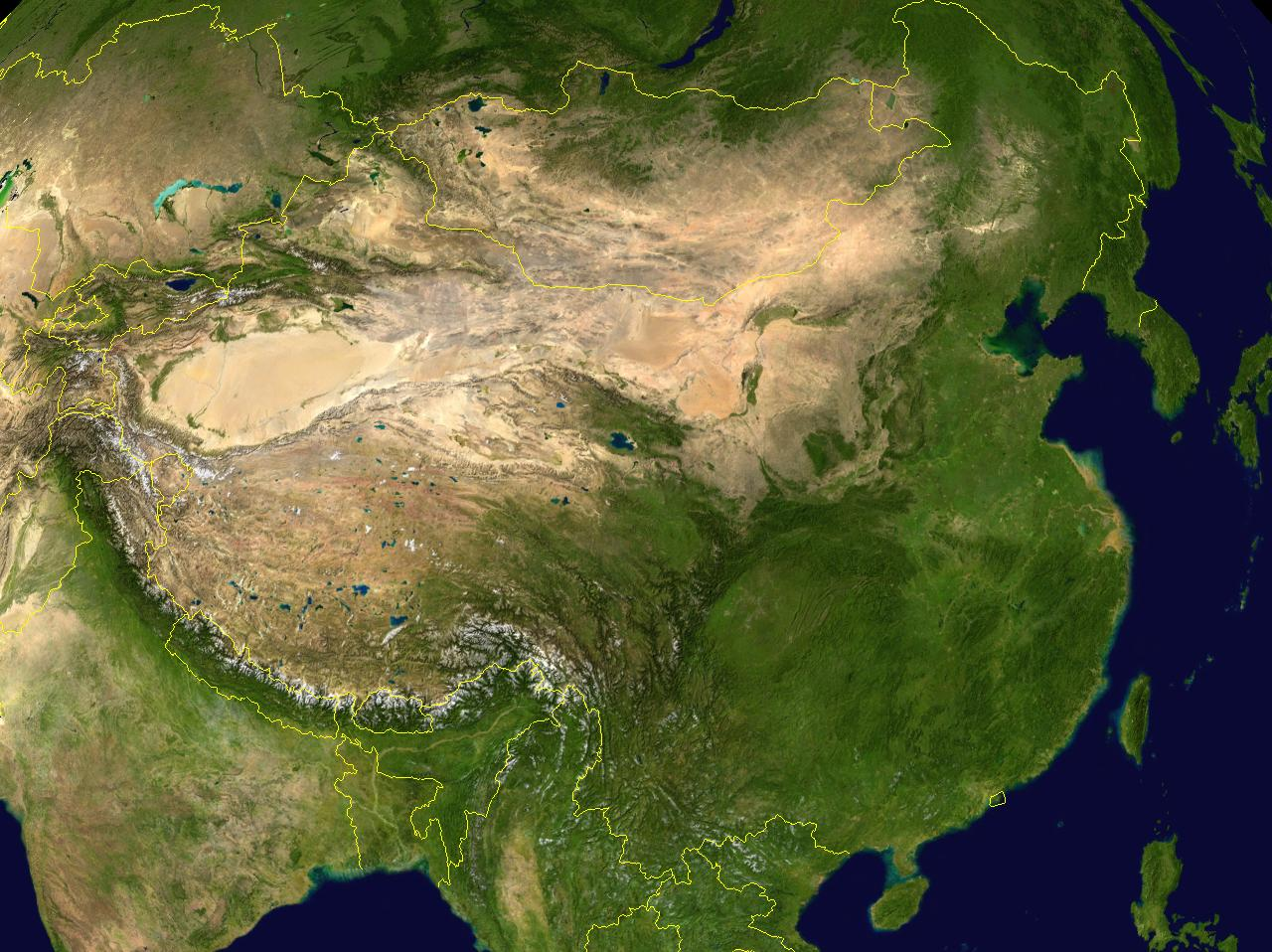
発生地の衛星画像。中央よりやや上によったところにある、薄橙色や薄茶色の部分がおもな発生地。左側からタクラマカン砂漠、ゴビ砂漠、黄土高原の順に並ぶ。（NASA World Wind）

X.Y. Zhang, et al.（2003）による黄砂発生源の分布地図。タクラマカン、ゴビ、黄土高原が大きな割合を占めるが、周辺の砂漠からの発生もある。

### 発生する場所
代表的な発生地としては、西から
- タクラマカン砂漠（中国西部 新疆）

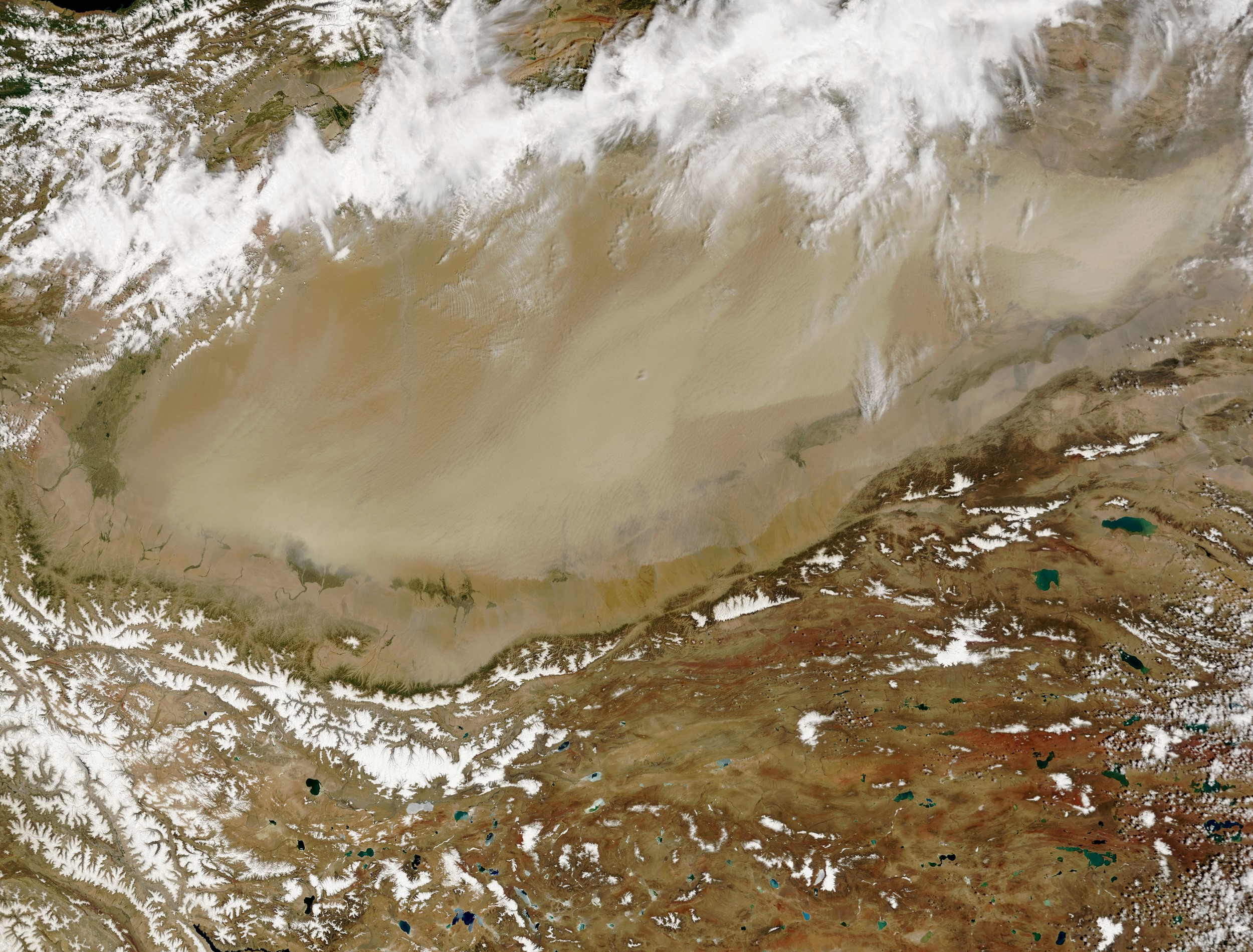
黄砂のもととなる、タクラマカン砂漠の砂塵嵐を捉えた衛星画像（PD NASA）

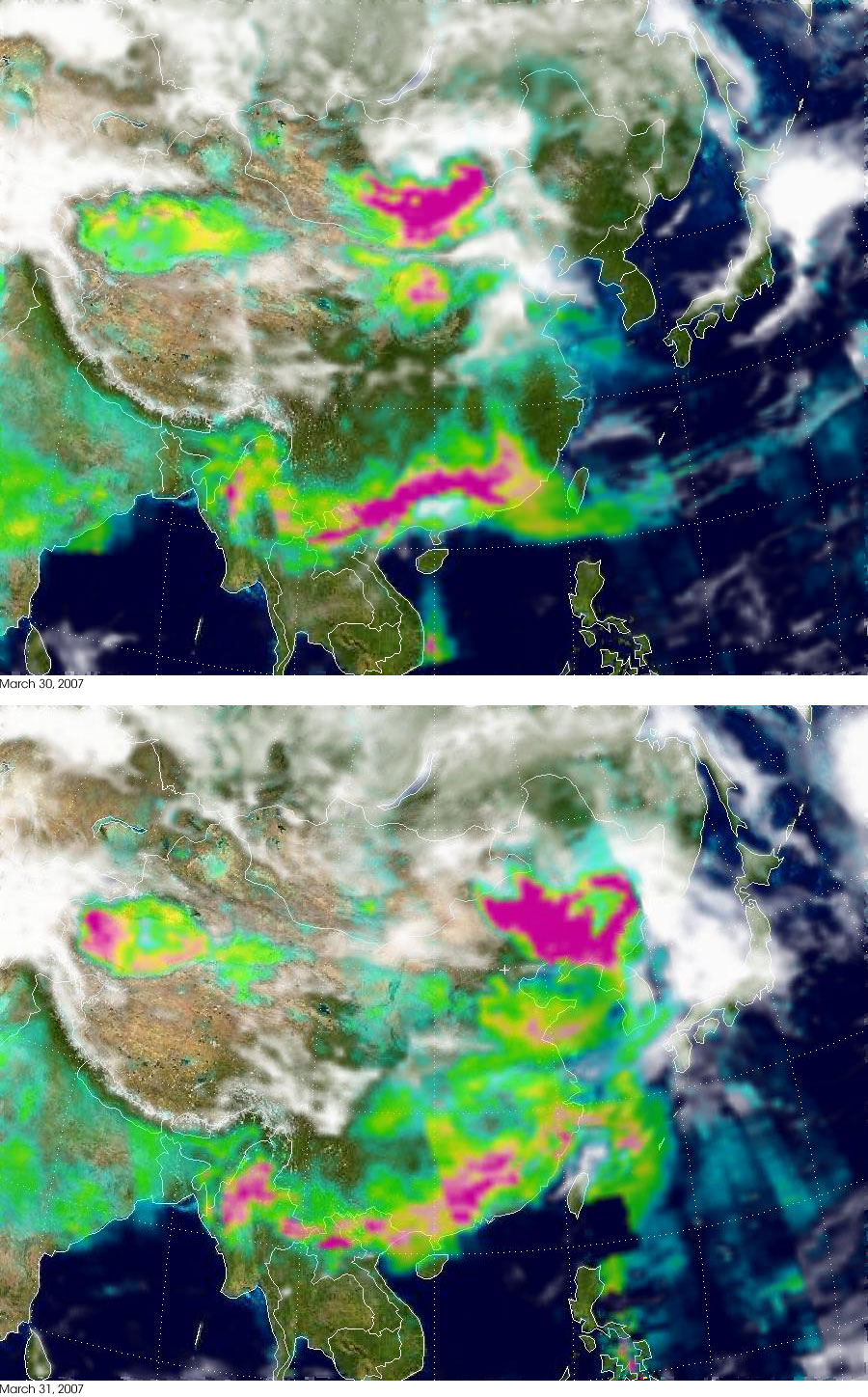
時間とともに東に移動する黄砂（紫・黄・黄緑色の部分）。2007年3月30日と31日に撮影（PD NASA）

- ゴビ砂漠（中国北部 内モンゴル・甘粛・寧夏・陝西 - モンゴル南部）
- 黄土高原（中国北部 内モンゴル・甘粛・陝西・山西）

の3か所が挙げられる。面積は、これら3大発生地だけでも日本の国土面積の5倍（190万km2）以上と広い。これ以外にも、以下のリストのように、黄砂の発生が考えられている乾燥地帯がある。
- サルイイシコトラウ砂漠（カザフスタン東部）[25]
- グルバンテュンギュト（古爾班通古特）砂漠（新疆ウイグル自治区）
- クムタグ（庫姆塔格）砂漠（新疆ウイグル自治区 - 甘粛省）…タクラマカン砂漠に隣接し、拡大により1つの砂漠に繋がりつつある[26]。
- オルドス（鄂爾多斯）砂漠（中国内モンゴル自治区）[25]
  - ムウス（毛烏素）砂漠とクブチ（库布其）砂漠を含む。
- バダインジャラン（巴丹吉林）砂漠（同上）[25]
- トングリ（騰格里）砂漠（同上 - 甘粛省）[27]
- ウランプハ（烏蘭布和）砂漠（同上）[28]
- ソニド（蘇尼特）盆地（同上）[25]
- ホルチン（科爾沁）砂漠（同上）（参考:中国語版ウィキペディアの記事）[29]
- フンサンダク（渾善達克）砂漠（同上）（参考:中国語版ウィキペディアの記事）[29]
- ツァイダム（柴達木）砂漠（中国青海省）[30]

これらの地域はほとんどが東アジアだが、一部は中央アジアにも及んでいる。またこれ以外に、中国東北部（旧満州）、モンゴル北部、ロシアの一部なども発生源となっている可能性がある。
これらの発生地は、おおむね年間降水量が500ミリを下回り、所によっては100ミリ以下という乾燥地帯であるため、地表が砂で覆われている。また、乾燥地帯が発生地ということは分かっているものの、飛来する砂塵の分析結果から、発生地は砂漠のみであるとする説、砂漠以外の乾燥した地域であるとする説、その両方であるとする説の3つが唱えられている（下の項参照）。

### 発生

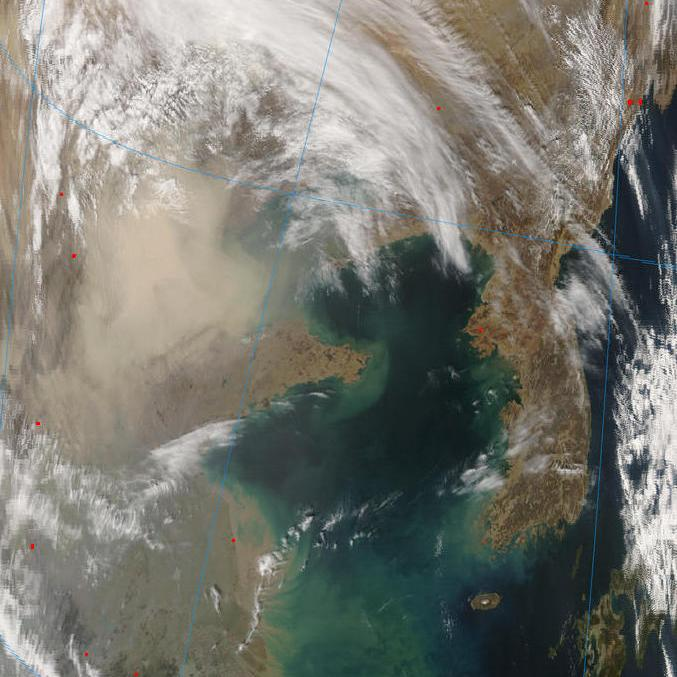
北京・天津付近を襲う濃い黄砂（2008年3月1日、PD NASA）

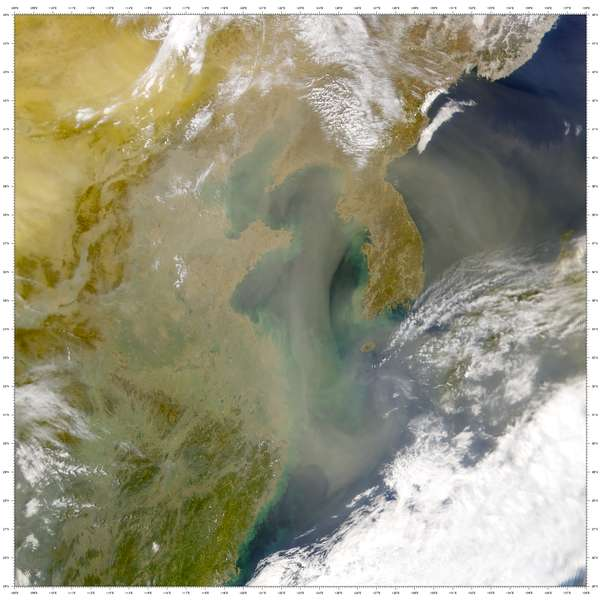
中国・朝鮮半島・日本に広がる黄砂（2001年3月21日、PD NASA）

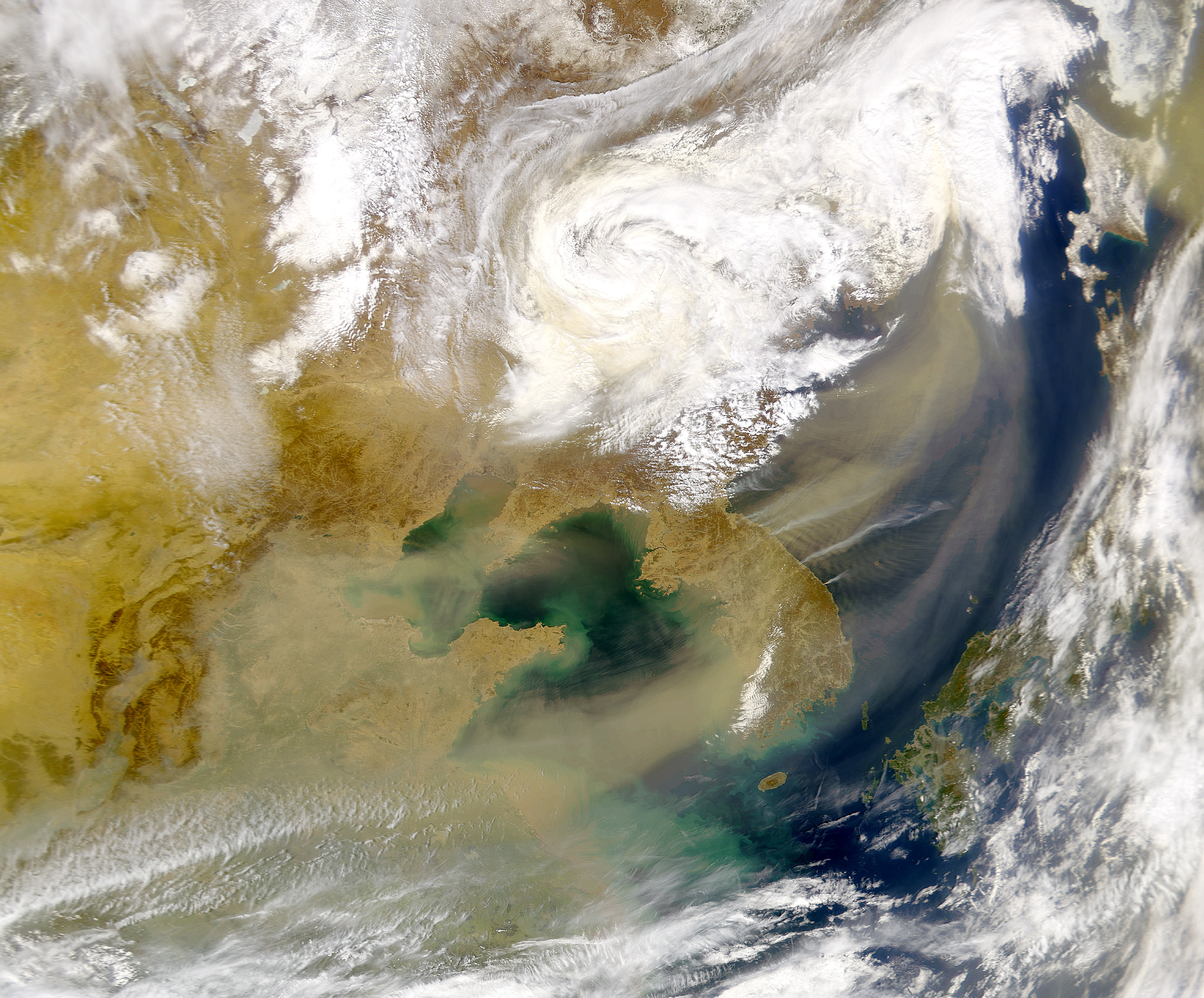
低気圧の風に乗って移動する黄砂（2000年4月7日、PD NASA）

現在、黄砂の大部分は、発生地である乾燥地帯を襲う砂塵嵐により大気中に巻き上げられると考えられている。
砂塵嵐の発生の度合いは、年中乾燥した土地であればほぼ風だけで決まるが、降水のある土地では風に加えて、地形、表土の湿り具合、積雪や凍結の有無、植生（植物の繁茂）、土壌粒子の大きさ、地表の凹凸の粗さなど、地表面のさまざまな状態に左右される。土壌粒子の大きさに関しては、表土や岩石が温度変化を受けたとき、特に凍結と融解を繰り返したときに、風化により砂粒の微細化が進む。
1991年に村山信彦がまとめたところによれば、タクラマカン・ゴビ・黄土高原ともに上空 10mの平均風速が5m/sを超えると、局所的に地面から砂塵が舞い上がり始めるが、これが激しいもの、つまり砂塵嵐に発達するためには、ゴビで10m/s、タクラマカン・黄土高原で6m/s以上の風が吹いている必要がある。砂塵嵐によって砂が巻き上げられる高さは最大で上空7 – 8km という報告があるが、観測装置が故障することがあるため推定である。また、強い低気圧が通過した前後などは砂塵嵐が多く発生し、黄砂の量も多くなる。
また降水量との関係で言うと、発生地で降水量が少ないほど黄砂の発生は多い傾向にある。降水量によって、土壌の乾燥状態、積雪や植物の有無といった地面の状態が変化するためである。
なお、砂塵嵐のことを中国語で沙塵暴（簡体字: 沙尘暴、拼音: shāchénbào シャーチェンパオ）といい、中国の市民の間では「黄砂」という言葉はほとんど使われず、「沙塵暴」をよく用いる。

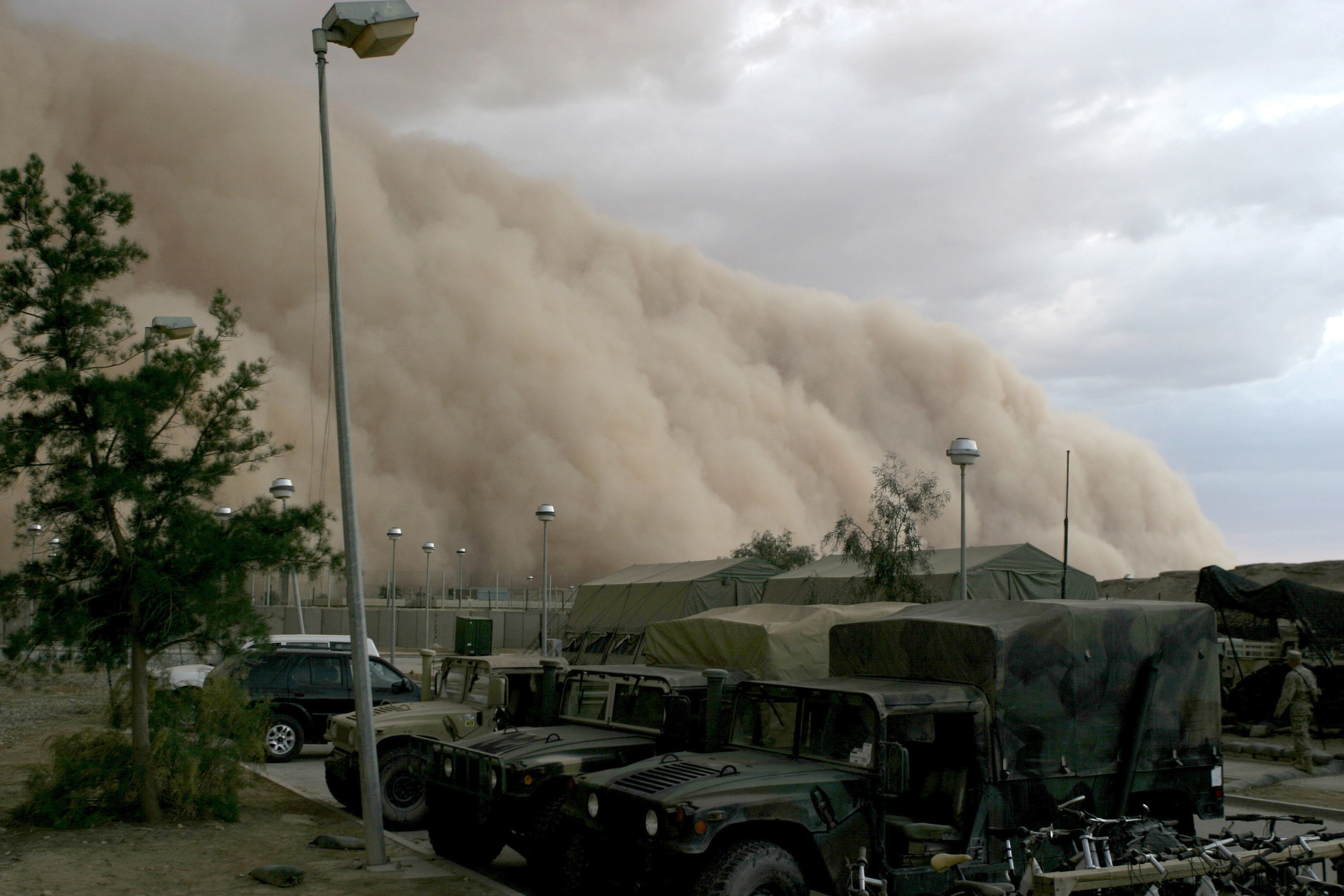
参考画像・イラクで発生した砂塵嵐（地域は異なるが黒風暴と同じ現象）

沙塵暴は時に猛烈に発達することがあり、中国の気象当局は、瞬間風速25m/s以上で視程が50メートル以下の砂塵嵐を「黒風暴」（簡体字: 黑风暴、ウイグル語で قارا بوران、英字表記：qara boran、日本語音写：カラボラン、「黒い嵐」「大嵐」「台風」の意）または「黒風」と規定、俗に「黒い嵐」などと呼ばれている。黒風暴は、寒冷前線の通過時などで大気が不安定になったときに、ダウンバーストやガストフロントなどの局地的な突風をきっかけに発生する。水平方向の大きさは小さいもので数百メートル、大きいものは100キロを超える。大きな渦を巻きながら移動し、これが押し寄せてくると、高さ数百メートルの「砂の壁」が迫ってくるように見える。「砂の壁」の中に入ると、急激に周りを飛ぶ砂の量が増え、（昼間であれば）次第に周囲が黄み・赤みを増しながら暗くなり、風も強まってくる。数十分ほど屋外は真っ暗となり、歩くことさえままならない状態となる一方、屋内に避難していても砂の進入によって日常生活が難しいほどになる。黒風暴の発生はごくまれではあるが、近年では1993年5月5日に発生して甚大な被害を出した（後節で詳しく解説）。
また、周囲を山脈に囲まれたタクラマカン砂漠などの高低差が大きい発生地では、山谷風と呼ばれるほぼ毎日同じ時間帯に吹く強風が砂塵嵐を強める要因になっているとの指摘もある。ゴビや黄土高原からの黄砂は上空1 - 2キロでよく観測されるのに対し、周囲を6,000メートル級の山脈に囲まれるタクラマカンからの黄砂は上空6キロ程度によく観測される傾向にあり、夏の「バックグラウンド黄砂」のおもな発生源となっている。

### 移動

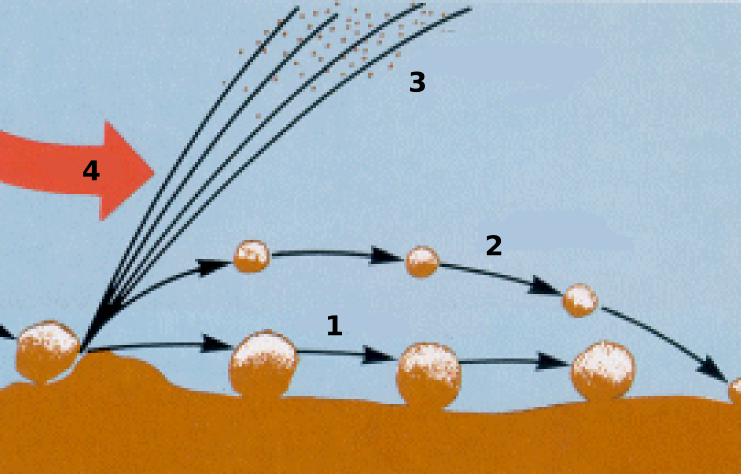
砂塵の飛散と移動のメカニズム。風（4）が吹くと、大きく分けて3つのパターンで粒子が移動する。
（1）転がるようにして進む砂。
（2）跳ねながら進む砂。
（3）空中を浮遊する砂。

単に砂塵が舞い上がると言っても、砂塵の粒の大きさによってその動きはまったく違う。粒の直径が約1ミリ以上のものは回転運動、0.05ミリ（50μm） - 1ミリくらいのものは躍動運動、約0.05ミリ以下のものは浮遊運動をするといわれている（右図「砂塵の飛散と移動のメカニズム」）。回転運動をする砂は発生地周辺のみに到達し、移動する砂丘を構成する。躍動運動をする砂は地面を飛び跳ねながら移動し、沙塵暴のほとんどを構成する。浮遊運動をする砂は風に乗って上空を移動し、遠くまで到達する。
浮遊運動をする砂の運動を詳しく見ると、砂塵嵐によって巻き上げられたあと、日中暖まった空気が上昇することによって起きる上昇気流に乗って、上空500メートル - 2キロ付近に上昇して移動する。発生地付近では、砂塵の濃度や粒子の大きさがバラバラで非常に複雑な分布であるが、離れるに従って高度1 - 2キロ付近に濃度が高い層ができる傾向にある。この付近の上空500メートル - 2キロより下の大気は大気境界層といい、空気の流れが複雑な層である。これより上には自由大気という層があり、一部の粒子がこの層にまで上昇してくると、安定した速い気流に乗って遠くまで運ばれる。ただ、低気圧が発達しながら移動するなどして、激しい風によって空気がかき混ぜられた場合は、日本上空で最大6 - 7キロ程度と、もっと高い高度にも高濃度の層ができて遠くまで運ばれることもある。また、昼に発生して大気境界層を浮遊している砂塵は、夜になって大気境界層と自由大気の境界が下がってきてもそのまま同じ高度にとどまるため、一部は自由大気に入って遠くまで運ばれることになる。
東アジアや中央アジアなどの広い範囲には偏西風が吹いている。しかし、地上付近では偏西風の影響が少ないため、気圧配置によって砂塵は東以外の方向にも流される。しかし、高度が高くなると偏西風の影響が強くなるため、上空高くに舞い上がった黄砂は東寄りに流される。これにより砂塵は発生地の東側の地域への到達が多い傾向にある。
なお、日本へ到来する黄砂について、「ジェット気流に乗って大陸から日本へやってくる」と解説される例があるが、ジェット気流はおもに高度8 - 13キロを吹いている風である一方で、上述のとおり黄砂は発生源から離れると高度1 - 2キロに濃度が高い層が出来る傾向にある。したがって、遠方まで輸送された黄砂の事例をみると、ジェット気流よりもかなり下層で輸送されていて、ジェット気流によって輸送されたとは見なせない事例もある。

### 落下
こういった過程を経て粒の大きな砂から落下していく。北京では粒子の直径がおよそ4 - 20μm、発生後3、4日経って到達する日本では4μm前後という調査結果がある。韓国気象庁の解説では、上空に舞い上がって運ばれる黄砂は、3割が発生地に、2割が発生地の周辺地域に、5割が日本・韓国や太平洋などの遠方に運ばれて落下・沈着するという。
そして、より近い発生地からの黄砂のほうが飛来の頻度が高い。たとえば、朝鮮半島で観測される黄砂は多くが西方の黄土高原・ゴビ砂漠などで発生したもので、タクラマカン砂漠で発生したものはまれである。朝鮮半島とタクラマカン砂漠は5,000キロ以上離れており、長距離運搬される条件が整ったときにしか砂塵は到達しない。また、韓国に到達する黄砂の「発生から飛来までの経過日数」と「飛来時に黄砂が分布する平均高度」を調べた韓国気象庁の資料では、タクラマカン砂漠は経過日数4 - 8日・高度4 - 8キロ、中国北部の乾燥地帯は3 - 5日・1 - 5キロ、黄土高原は 2 - 4日・1 - 4キロ、中国東北部は 1 - 3日・1 - 3キロなどとなっている。
黄砂の年間発生量は年間2億 - 3億トン と推定され、対する降下量は北京で春には1か月間に1km2 あたり10 - 20トン程度、日本で1年間に1km2あたり1 - 5トンと推定されている。ただしその量は、発生地の毎回の天候に左右される。なお、1998 - 2000年のデータでは北京の乾性降下物（乾いたばいじん）のうち8割が黄砂を含む土壌性の粒子であった。また、日本における黄砂を含めたばいじんの総降下量は国内平均で1年間に1km2あたり40トン程度（1989年）とされ、黄砂はその1割程度にあたる。

### 季節変化

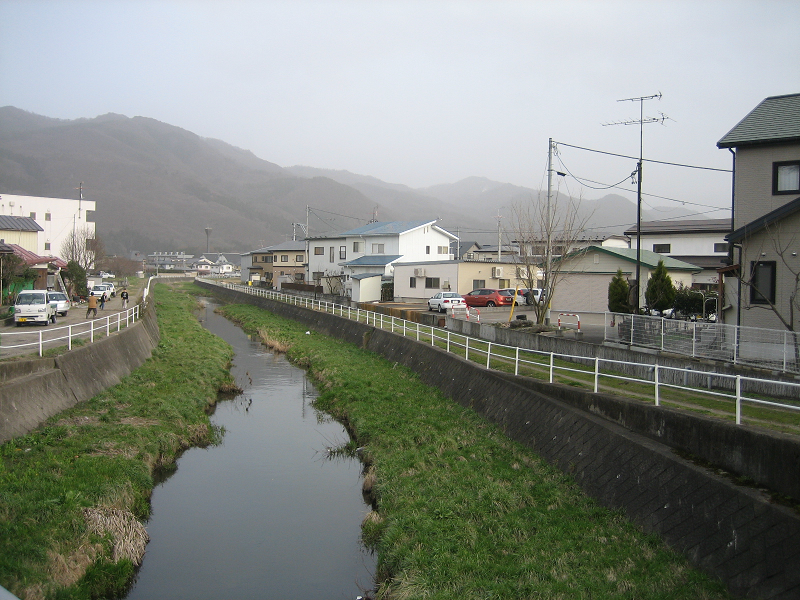
黄砂が空を覆った風景。山は霞んで見える。

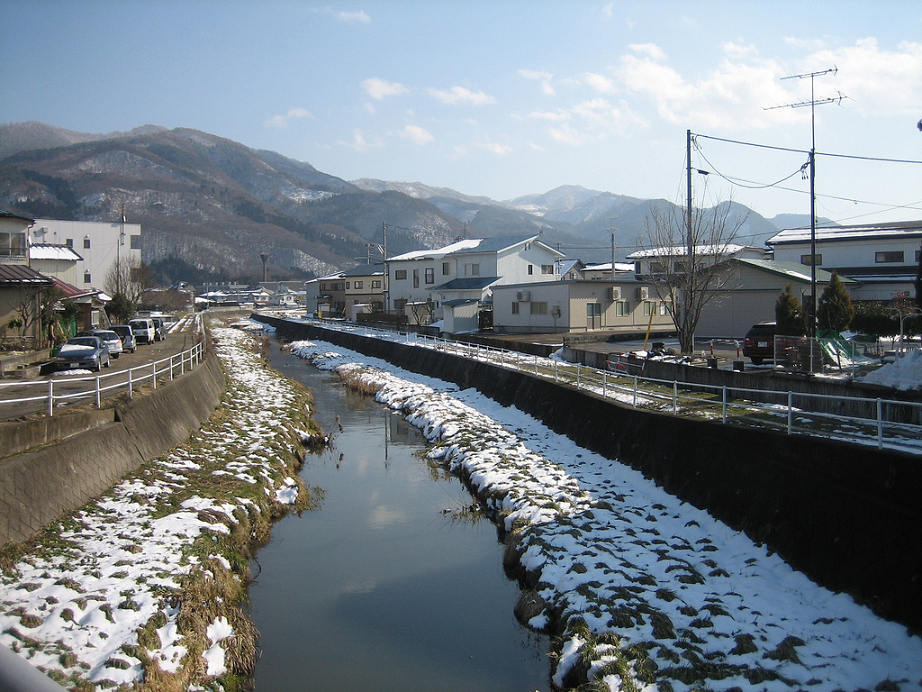
上の写真と同じ場所のすっきりと晴れた風景。山ははっきりと見える。

時期としては、春にもっとも多く発生する。降水量が少なく地面が乾燥する冬は、シベリア高気圧の影響で風があまり強くない穏やかな天候が続くうえ、ほとんどの乾燥地帯の表土は積雪に覆われてしまうため、黄砂が発生しにくい。春になると、表土を覆った積雪が融け、高気圧の勢力が弱まる代わりに偏西風が強まり、低気圧が発達しながら通過するなどして風が強い日が増えるため、黄砂の発生も増えると考えられている。春の中盤に入り暖かくなってくると植物が増え、夏になると雨も多くなるため、土壌が地面に固定されるようになって次第に黄砂の量は減り、秋に最少となる。
発生地側の新疆ウイグル自治区での砂塵嵐の日数を調べた統計では、最多の4月に年間の約20%が集中し、3月から6月の4か月間に年間の約70%が集中する。敦煌から河西回廊での砂塵嵐の日数を調べた統計では、春の3か月間に年間の5割弱が集中する。ただし、秋にも約1割の発生があり、年間を通して発生している。
一方、飛来地側の日本では、春にあたる2月から5月の4か月間に年間の約90%が集中し、夏にあたる7月 - 9月はまったくと言っていいほど観測されない。ただし、これは地上での観測をもとにした統計であり、上空を通過する薄い黄砂は夏にも観測されている。
また近年、地上では視程も低下しないため黄砂として観測されないときに、自由大気（自由対流圏）と呼ばれる高層で薄い砂塵が観測されることが分かってきた。これは「バックグラウンド黄砂」と呼ばれている。普段地上でほとんど黄砂が観測されない夏や秋にも発生するほか、高山では酸性霧の中和に関与していることが解明されてきている。バックグラウンド黄砂の特徴として、発生地付近で砂塵嵐の発生がなく、砂塵を巻き上げて運ぶ低気圧さえない状態にもかかわらず、発生することが挙げられる。また、バックグラウンド黄砂の成分の特徴として、通常ではCa（カルシウム）がおもにCaSO4（硫酸カルシウム）の形で存在しているのに対して、バックグラウンド黄砂ではおもにCaCO3（炭酸カルシウム）の形で存在していることが挙げられる。これは、バックグラウンド黄砂が、地上から排出される大気汚染物質に含まれているSO42−（硫酸イオン）とほとんど混ざっていないことを意味し、普通の黄砂とは異なる経路を通ってきていることを示している。

### 観測
東アジア各国で、気象機関が独自に定めた黄砂の定義や強度を運用している（後述）。たとえば日本では「飛来してきた大陸性の土壌粒子が浮遊する現象」を黄砂として記録している。各国で定義は異なる。
なお、世界の気象観測の報告で用いる国際気象通報式SYNOPでは、黄砂そのものを直接表す表現はないが、天気の報告の中で黄砂に該当するものは以下の11種類である。
- 06.空中広くちりまたは砂が浮遊（風に巻き上げられたものではない）→
- 07.風に巻き上げられたちりまたは砂→
- 09.視程内または前1時間内の砂じんあらし→
- 30.弱または並の砂じんあらし。前1時間内にうすくなった→
- 31.弱または並の砂じんあらし。前1時間内変化なし→
- 32.弱または並の砂じんあらし。前1時間内に濃くなった→
- 33.強い砂じんあらし。前1時間内にうすくなった→
- 34.強い砂じんあらし。前1時間内変化なし→
- 35.強い砂じんあらし。前1時間内に濃くなった→
- 98.観測時に雷電。砂じんあらしを伴う→

国境を越えて移動することから、研究や予報には観測データの国際的な共有が重要だが、東アジア各国で黄砂対策協力が始まった当初、中国は情報提供に難色を示していた。2008年春から中国が情報提供を開始したことなどを受け、データを共有できるようになり、黄砂の予報の精度などが向上している。
視程、空の色などの目視観測と、視程、湿度や精密計器による機械観測が併用されている。研究や大気環境の監視（大気汚染の観測など）を目的とする精密な観測においては、目的に応じてさまざまな計測機器が使用されている。
- LIDAR（レーザーレーダー） - 各高度の黄砂の濃度を観測できる。常時無人観測が可能だが、雲がある場合や濃度が高い場合は観測できないことがある。
- 日射計、放射計 - 黄砂などの光学的な性質、粒子の大きさを観測できる。
- 比濁計（ネフェロメーター）、吸光計 - 黄砂などの光学的な性質を観測できる。
- パーティクルカウンター、質量濃度計 - 黄砂などの質量、濃度、粒子の大きさを観測できる。
- 飛行時間質量分析計 - 黄砂などの化学的な性質を観測できる。
- 視程距離計 - 目視と異なり、定量的に視程を観測できる。

以上は地上に設置する機器である。飛行機、ヘリコプター、気球、船舶を利用した観測、2,000メートル以上の高地（自由大気と呼ばれる大気の層で地面との摩擦がないため、大気が他とは異なった流れになっている）での観測もある。黄砂粒子のサンプルを採取した分析なども行われている。このほか、広域的な観測ができる人工衛星のデータも利用されている。

## 変化と歴史

### 地質調査による解析
古くは、日本では少なくとも7万年前以降の最終氷期には黄砂が飛来していたと考えられている。最終氷期の初期にあたる7万年前から6万年前ごろの風送ダスト（風によって運ばれ、堆積した砂や塵のこと。黄砂もこれに含まれる）の堆積量は10cm3あたり12グラムであった。完新世にあたる1万年前から現在までは同3 - 4グラムである。つまり、最終氷期初期は現在の3 - 4倍と、かなり多かったと推定されている。このほか、1万8000年前にも黄砂の堆積量が増えたというデータがある。
気候との関係については一般的認識とは逆の推定がされており、発生地域が寒冷期にあるときには、乾燥化が進むうえ、大気循環経路の変化により寒気の南下回数が増え、砂塵嵐の頻度が増えることから、黄砂が増加すると考えられる。逆に温暖期にあるときは、湿潤化が進むことなどから黄砂が減少すると考えられている。2千年紀（過去1000年）間の中国での塵の降下頻度の記録から、塵の降下頻度の増加が気温の上昇と逆相関関係にあるという研究があり、この説を裏付けている。
また、現在黄砂の発生源となっている黄土高原は、250万年前から始まり200万年前から増えた風送ダストによってできたと考えられている。これら黄砂や風送ダストの量の変化は、気候変動や地殻変動によって、風や降水、地形などのパターンが変わったことによる。
また、日本の南西諸島にはクチャ（学術名：島尻層泥岩）と呼ばれる厚さ約1,000メートルの泥岩層が分布しているが、この層には黄砂由来の粒子が含まれていると考えられている。島尻層泥岩は新第三紀、およそ2500万年前から200万年前ごろの地層であり、このころにも黄砂が飛来していた可能性を示唆している。
さらに堆積物の分析結果から、もっとも古い時代では白亜紀後期にあたる約7000万年前から黄砂が発生していたと考えられている。

### 文献への登場
中国では、紀元前（BC）1150年ごろに「塵雨」と呼ばれていたことが分かっている。史料においてはこのほか、「雨土」「雨砂」「土霾」「黄霧」などの呼称があった。また、BC300年以後の黄砂の記録が残された書物もある。
朝鮮では、『三国史記』に、新羅時代の174年ごろの記述として「ウートゥ（雨土）」という表現が残っている。怒った神が雨や雪の代わりに降らせたものと信じられていた。644年ごろには黄砂が混ざったと見られる赤い雪が降ったという記録も残っている。
日本では、『吾妻鏡』 文永3年2月1日（グレゴリオ暦1266年3月16日）付けで「晩に泥の混じる雨降る。希代の怪異なり。」と記される。さらにその件についてのコメントとして、天平14年（742年）に陸奥国で「丹雪」（赤い雪）が降ったとされることなどの古例を挙げ、泥の雨は初めてだがそういうことも起こりうるのだろうと述べられている。1477年には紅雪が降ったとの記録（『本朝年代紀』による）が残っている。江戸時代ごろから、書物に「泥雨」「紅雪」「黄雪」などの黄砂に関する記述が見られるようになった。また、俳句の季語としては「霾（つちふる・ばい）」「霾曇（よなぐもり）」「霾風（ばいふう）」なども用いられている。

### 20世紀からの変動

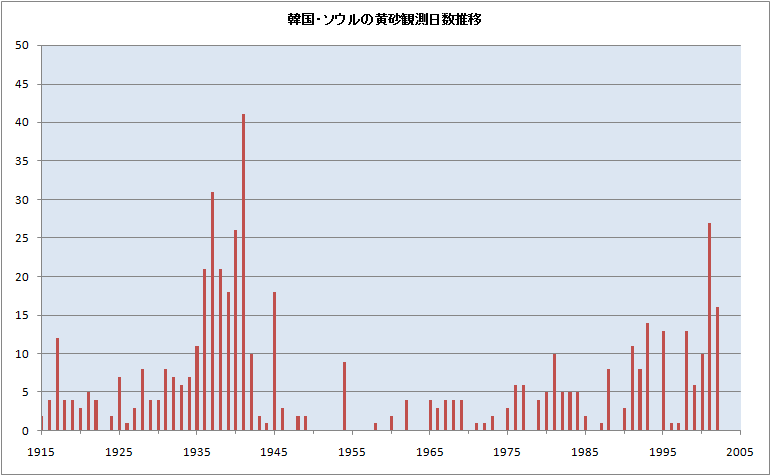
ソウルの過去90年間の黄砂観測日数の推移（観測法の変化も考慮して均してある）。1930 - 1945年ごろが突出して多い。

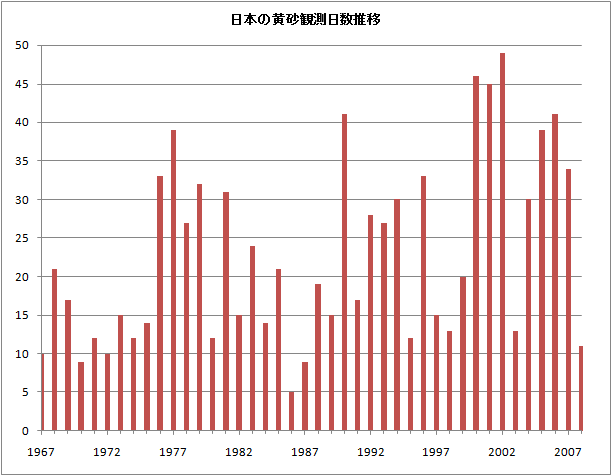
日本の過去40年間の黄砂観測日数の推移（約70地点のいずれかで観測されれば1日とカウント）

近年は黄砂の発生が増加傾向にあるとの報道が多い。地球温暖化や砂漠化の進行を考えるうえで、黄砂の発生頻度の変化は重要な視点のひとつとされているが、正確にその変化を捉えるためには長期的なデータが必要となる。おもなデータを以下に挙げる。
- タクラマカン砂漠以西を除く発生地では、強風の発生頻度の増加および積雪面積の減少に伴って黄砂の発生頻度が増えている[12]。
- 中国北西部では、1960年代から40年間は減少傾向で、特に1980年代から1990年代には大きく減少しているが、1970年代前後は各地で変化にばらつきがある[13][53]。
- 中国華北地方では1990年代までは減少の一途をたどっていた[14]ものの、2000年代に入って増加している。
- 韓国では、過去約100年間のデータから、1930年代後半から1940年代前半にかけて、黄砂の発生頻度が1990年代後半以降と同程度かそれ以上であったこと、1940年代後半から1950年代ごろまでは減少傾向で、それ以降増加傾向であり、晩秋から早春にかけての発生頻度が増えている[15]。
- 日本の気象庁の観測では、1967年の観測開始以降、2002年に黄砂観測の日数・延べ日数が共に最多を記録したが、年ごとの変化が大きいため長期的な変化傾向ははっきりと判明していない[53][16]。
- 発生頻度の変化とは別に、激しい砂塵嵐や濃度の高い黄砂の増加が見られるとの研究もある。

黄砂の強さや頻度は数年から数十年単位で変動していることや、その変動は地域によって異なることが分かる。総じて、韓国では1950年代以降、中国では2000年代以降に増加傾向にあるといえる。
近年の数年 - 数十年単位での変動は、降水量、積雪面積・積雪期間、砂塵嵐を発生させる暴風の発生頻度、黄砂の飛来経路などの天候パターンの変化や、自然起因の気候変動による砂漠化や土地の乾燥化によるところが大きいとされる。ただし、砂漠化や乾燥化については人為的な関与も指摘されており、特に2007年の時点で国土面積の18%、約174万km2が砂漠と化している。中国の砂漠化の進行、その背景にある過剰な放牧や耕地拡大などの農業の問題、生活や経済の問題がその原因とされており、環境問題としてとらえられる場合もある。
中国政府や地方政府が農業政策を誤ったり、過放牧・過剰耕作を抑制できなかったことで土地の乾燥化に拍車をかけ、乾燥地域の拡大につながっているとの指摘もある。一方、黄砂の影響を受けている韓国や日本なども、木材や農産物（仮想水の輸入に伴い原産国の土地に負荷をかける）の輸入などを通して間接的に関わっているとの見方がある。
内モンゴル自治区などでは、過放牧や工業汚染によって乾燥化が進み、黄砂の新たな発生地になりつつあるといわれている。カザフスタンでは、アラル海の例を見ると分かるように、農業政策の失敗により地下水や湖水をくみ上げすぎるなどして、土地の乾燥化が進んだ。また、汚染された排水や廃棄物によって土壌が汚染され、植物が枯れて乾燥化を進めている例もある。
そのほかにも、地球温暖化により内陸部の降水量減少や気圧配置の変化が引き起こされ、それらが乾燥化や強風の増加をもたらして、黄砂の増加に関係しているとの考えもある。また、エルニーニョ現象と黄砂発生頻度の関連性も指摘されている。
ただし、黄砂や黄砂被害の変化と、その原因とされる自然環境の変化や人為的な要因については、まだ不明な点もある。また、黄砂とは別の問題である大気汚染などが、黄砂の悪影響を増大させている側面もある。

### 類似の現象

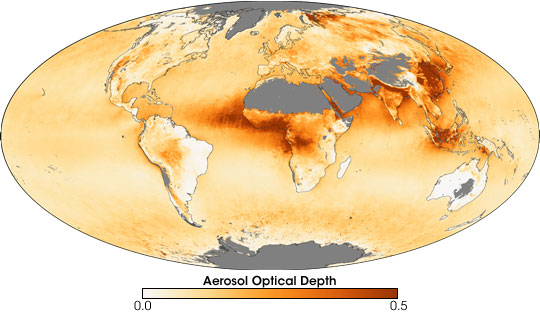
世界のエアロゾル（黄砂などの砂塵も含めた大気中の微粒子）の分布。中国 - インド - アラビア半島 - ギニア湾岸と、マレー諸島で多い。

類似の現象としては、アフリカ・サハラ砂漠からの乾燥した高温風（リビア名ギブリ、イタリア名シロッコ）、ギニア湾岸からベルデ岬付近の地域で吹く乾燥した冷涼風ハルマッタン、スーダンの砂塵嵐ハブーブ、エジプトの乾燥した高温風ハムシンなどがあり、砂塵嵐を伴うことが多く、黄砂によく似ている。シロッコは砂塵の混じった赤い雨を降らせたり、地中海に広く分布する赤土テラロッサの起源になっていると考えられており、黄土と関連づけられる黄砂と類似している。これらは、砂に対して名称がつけられている黄砂と違って、風や砂塵嵐に対してつけられている名称である。

また、黄砂のような砂塵の大規模な発生地帯には、中央アジア（黄砂など）、アフリカ（ギブリ・シロッコなど）のほかに、北アメリカ、オーストラリアなどがある。

## 形状と成分

### 形状
日本などの、発生地からある程度離れた地域に飛来する黄砂の粒子の大きさは、0.5µm - 5µm程度であり、粒径分布では4µmにピークがみられる。これはタバコの煙の粒子の直径（0.2 - 0.5 µm）より大きく、人間の赤血球の直径（6 - 8µm）よりやや小さいくらいである。この大きさの粒は、地質学での砕屑物の分類においては、砂というよりも「泥」（シルト・粘土）にあたり、非常に小さい部類に入る。
中国で観測されるものは粒の大きいものが多く、日本で観測されるものは粒の小さいものが多い。1934年に中国から日本にかけて行われた調査では、粒の大きさは1µm - 500µmのものが多かったという（光学顕微鏡による調査のため、微小な粒子は観測できない点に注意）。1979年に名古屋で採取された黄砂の分析では、おおむね1μm - 30μmのものが多く、4μmくらいの粒子がもっとも多かった。粒径分布は比較的広く観測されていることから、黄砂の大粒子は、粘土粒子同士が凝集したり、やや大きい鉱物の粒子に粘土粒子が付着したりしてできたもので、集合したものとしていないものが混ざって飛来してきているのではないかと推定されている。
黄砂の色は、黄土色、黄褐色、赤褐色などに近い。空が黄砂に覆われた場合、粒径が小さい・濃度が低いときはミー散乱により白っぽく霞んで見え、粒径が大きい・濃度が高いときは太陽光が黄砂粒子を透過・屈折することでおおむね黄褐色 - 赤褐色に見える。

### 組成と成分
おもな組成
組成を見ると、おもに石英、長石、雲母、緑泥石、カオリナイト、方解石（炭酸カルシウム）、石膏（硫酸カルシウム）、硫酸アンモニウムなどからなる。日本の普通の表土に比べるとカルシウムの含有率が高いことが特徴のひとつである。
なお、砂漠に多く黄土にはない石膏が含まれていることから、黄砂は砂漠由来であるとする見方があるが、石灰岩などの主成分である炭酸カルシウムが硫酸アンモニウムと反応して石膏となることが知られており、必ずしも砂漠由来であるとは限らないとする見方もある。2002年4月に黄砂の発生・飛来地域で行われたエアロゾルの成分分析では、カルシウム鉱物に占める石膏の割合が、東の地域にいくほど増加していた。
吸着成分
粒子の種類によって度合いは異なるものの、黄砂は空気中のさまざまな粒子を吸着する。北京など中国の主要都市では、黄砂が増加する冬季にエアロゾルの量が増加するためその多くが黄砂であると考えられているが、黄砂発生地の土壌・エアロゾルと中国主要都市のエアロゾルの成分を比較すると、後者のほうが硫酸イオンや硝酸イオン、重金属である鉛の濃度が高くなっていた。また実験により、黄砂の粒子が触媒となって、二酸化硫黄ガスが黄砂粒子の表面に吸着されて反応し硫酸イオンになることや、中国主要都市の大気に多く含まれる硫酸アンモニウムが、湿度が高いときに黄砂に吸着され、黄砂中のカルシウムがアンモニアと置換反応して硫酸カルシウム（石膏）になることも分かった。
黄砂は上空を浮遊しながら次第に大気中のさまざまな粒子を吸着するため、その成分は発生する地域と通過する地域により異なると考えられている。中国・韓国・日本などの工業地帯を通過した黄砂は硫黄酸化物や窒素酸化物を吸着すると考えられているが、中国と日本の茨城県つくば市でそれぞれ採取された黄砂の成分調査によると、つくば市のものは二酸化窒素（NO2）や硫酸水素（HSO4）が増加しており、これを裏付けている。さらに、通過する地域や気象条件（汚染地域への停滞の様子など）によって、同じ地点で観測される黄砂においても、黄砂中の汚染成分の濃度が毎回変化し、汚染成分の多い黄砂と少ない黄砂の2パターンがあることも分かっている。
原子組成分析
2001年にアジアの黄砂発生源を3つに区分（中国西部・中国北部・黄土高原）して行われた黄砂の原子組成分析では、質量が多い順にケイ素が24 - 30%、カルシウムが7 - 12%、アルミニウムが7%、鉄が4 - 6%、カリウムが2 - 3%、マグネシウムが1 - 3% ほどを占めた。このほか、微量のマンガン、チタン、リンなどが検出された。また、北京の浮遊粒子状物質（PM10）および長崎県壱岐の黄砂の分子組成分析では、どちらも二酸化ケイ素（SiO2）がもっとも多く、次いで酸化アルミニウム、酸化鉄、酸化カルシウムなどが多く検出されている。なお、北京では大気汚染物質であるカーボン（すす）が多く検出されたほか、壱岐では北京よりも二酸化ケイ素の割合が高かった。
鳥取県衛生環境研究所の調査では、2005年4月に黄砂を含む大気中の成分を調べたところ、平均値に比べてヒ素が22倍、マンガンが13倍、クロムが7倍、ニッケルが3倍という高い数値を記録しており、黄砂の飛来時には大気の成分が通常とは異なることを示唆している。
ダイオキシン類
黄砂飛来時に大気中のダイオキシン類の濃度が増加するとの調査結果も出ている。台湾中央研究院環境変遷研究センターの調査では、大気中の濃度が通常時よりも35%増加するとの結果が出ている。一方、2001年から2007年にかけて石川県で行われた調査では、黄砂飛来時であってもダイオキシン類の濃度上昇は見られなかった。
細菌、カビ、病害
韓国農村振興庁が黄砂を採取して行った検査では、地域差があるものの、細菌の濃度が通常の大気の7 - 22倍、カビの濃度が15 - 26倍と高かった。黄砂が飛来するときに細菌やカビを吸着し、それが繁殖しやすい気温や湿度となるためではないかとされており、人間や家畜・作物への影響が懸念されている。また、韓国の研究チームが2003年、黄砂の飛来する前後に行った疫学調査では、尿の成分測定で多環芳香族炭化水素（PAH）に属する発ガン性物質が平均で25%増加した。
黄砂のあとに麦の病害である黒さび病が増加することは日本で知られていたが、研究により同じく麦の病害である黄さび病の胞子も毎年黄砂とともに日本に飛来することが分かっている。
また、採取した黄砂を培養液に入れるとカビ類、グラム陽性菌、酵母菌類などが検出されたとの研究報告がある。
大気中を進むうちに、日光に含まれる紫外線によって細菌の一部は死滅すると考えられているが、化学物質が分解されて有害なものになることも懸念されている。
放射性降下物に由来するセシウム137

放射性物質の「セシウム137」は黄砂の砂塵に含まれて飛来する。中国北部の草原を調査した日本の文部科学省科研費「黄砂に含まれる放射性セシウムの起源推定」による平成19年度（2007年度）の研究成果によると、表面2センチの土壌が比較的高濃度のセシウム137、いわゆる放射性物質に汚染されていた（地表2センチの表土1キロあたり5.5ベクレルから86ベクレル）。この調査地域では、降水量が少ないためセシウム137が土壌の下方に浸透しづらく、さらに草原が表土の侵食を抑制するため、セシウム137が表土に高濃度の状態で残っていたのである。このセシウム137であるが、これは現行の核実験施設などではなく、1980年代以前の地球規模の放射性降下物（大気圏内核実験・原子力事故などにより発生）に由来するものであった（年間降水量とセシウム137の蓄積に正の相関があるために判明した）。

## 影響

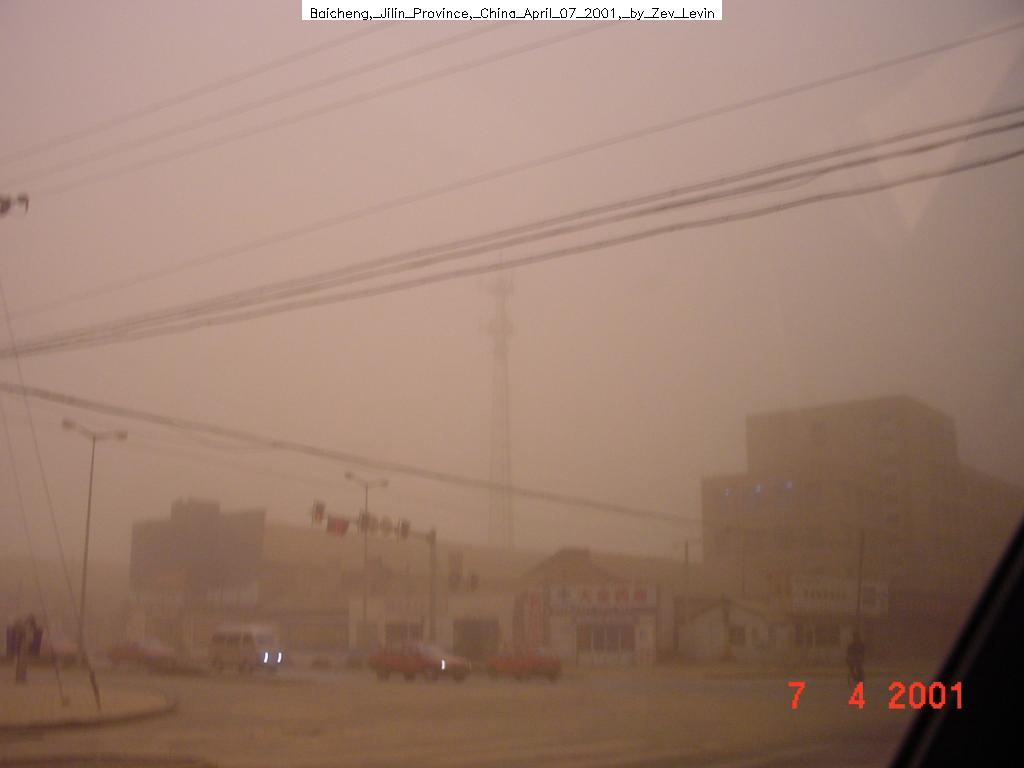
街を覆う黄砂（中国・吉林省）

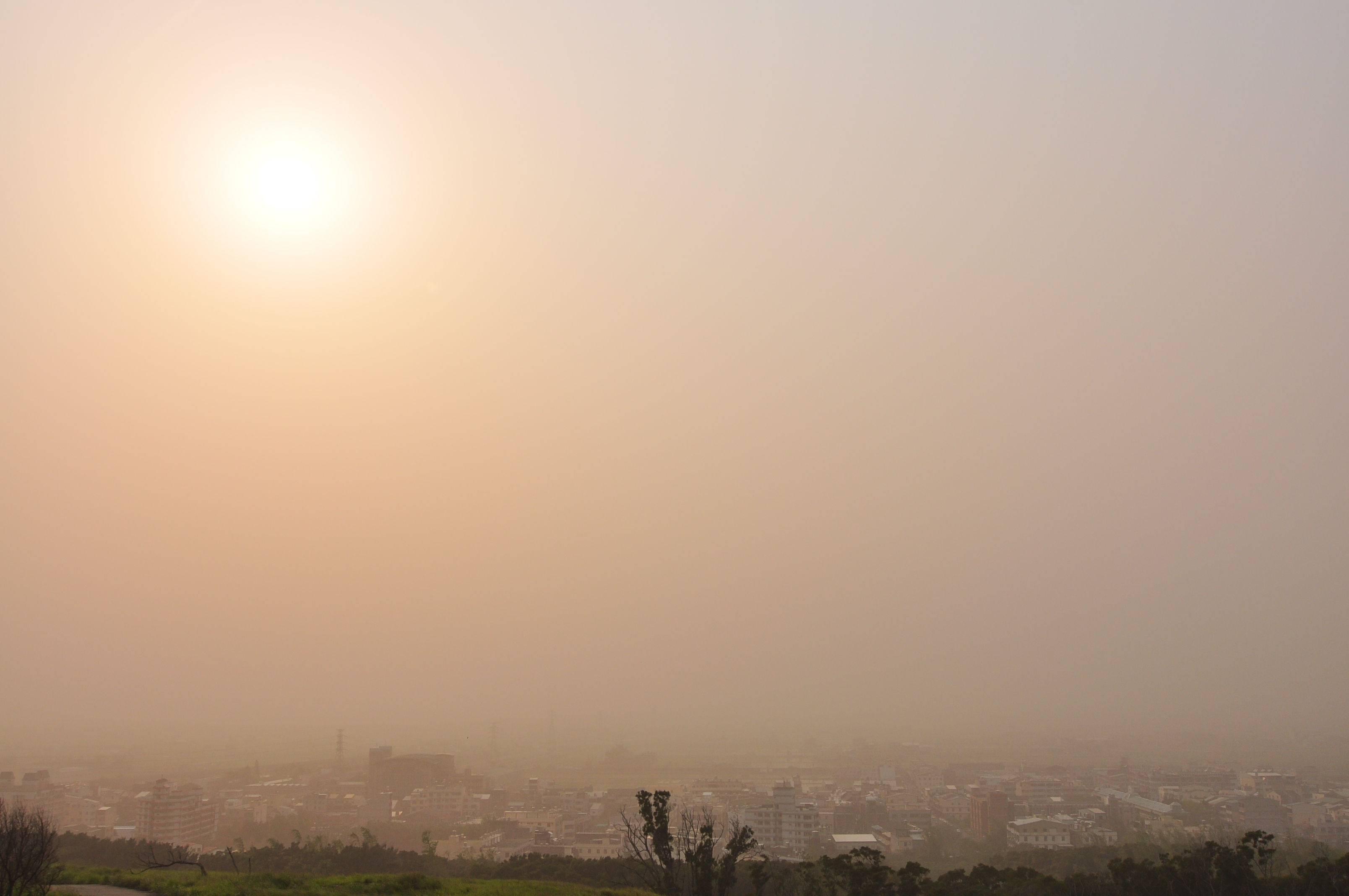
黄砂にかすむ街並みと夕日（台湾・台中市）

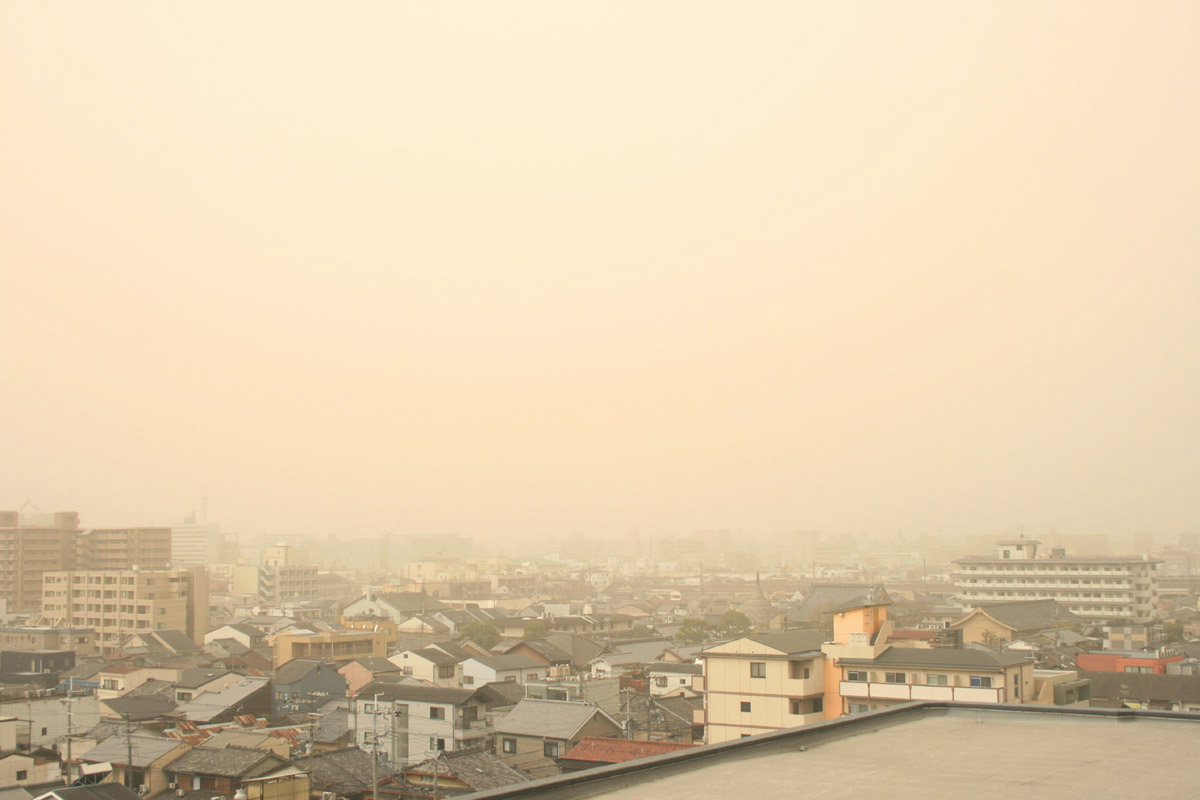
黄砂にかすむ京都市街

黄砂によって、以下に挙げるようなさまざまな被害が確認されている。確認されている被害範囲は東アジアの広範囲に及ぶ。モンゴル、中国、韓国では、黄砂による被害は大きな社会問題となっている。日本では、これらの諸国に比べて被害は軽く、環境問題として取り上げられることが多い。
発生源から離れた地域に被害を及ぼす、国境を越えた環境問題の典型的な例のひとつで、中国などの経済発展と密接に関連しており、政治的な対策が鍵を握るとの見方もあり、一部では "yellow dust terrorism"（黄砂テロリズム）と呼ぶ向きもある。
また、黄砂の観測やモデルによる黄砂飛散の推定結果などから、東南アジアで発生した煤や一酸化炭素が日本に飛来してきていることも分かり、アジアの他の地域でも同様の越境汚染問題があることが分かってきている。

### 物理的・経済的被害
大気中の黄砂の濃度が比較的薄ければ、多少の黄味を帯びた霞が発生し、普段よりも視界が悪くなる程度である。被害は黄砂が少量の場合でも発生するが、量が多いほど被害が深刻になる。
黄砂が降り注ぎ積もることにより、建物の窓や洗濯物が汚れる、農作物の生育不良を起こすなどの物理的被害がもっとも多い。ビニールハウスに積もると遮光障害を起こすことがある。
黄砂が雨雲や雪雲に入ると、吸着された黄砂が雨や雪の粒に混じって降ることがある。黄砂には非常に小さい粒子が含まれているため、雨と混じって泥状となり、建物や車などにべったりと付着することがあり、雨に混じらない黄砂のみが付着した場合に比べて汚れが落ちにくい。黄砂が雪に混じると、積雪が黄色や赤色に変色することもある。
黄砂は、大気汚染物質などと一緒に大気中に長くとどまり、周辺の雲の色を茶色く変色させ、農作物への被害が指摘されている褐色雲（brown cloud）を作ることもある。大規模な黄砂が発生したときは、気象衛星などの画像に写り込むことがある。気象衛星で初めて黄砂の移動が確認されたのは1979年である。
濃度が高い場合、視界が悪くなるために航空機の飛行や車の通行、鉄道の運行、人の歩行に障害を及ぼしたり、大気を覆うことによって気象観測を妨害したりする。また、地上波放送などの電波が乱反射し、受信障害や異常伝播を引き起こすこともある。中国や韓国では、黄砂の濃度が高いときには乗用車の速度規制が行われることがある。
精密機械や半導体の工場では、黄砂の微小粒子の侵入により不良品ができるなどの被害も発生する。速度規制や交通の混乱、健康被害などの諸被害によるものや、砂や塵の処理にかかる費用も含め、大きな経済的損失も生じる。
黒風暴のような発生地付近での砂塵嵐の場合には、砂も多く強風を伴うため、建物の倒壊・埋没、電柱の倒壊や電線の切断による停電なども起こる。黄砂の発生地である砂漠の一部では、砂塵嵐などによって砂丘が移動し、住居が砂に埋まったり、道路が通行不能になるなどして、住むことができなくなった村もあり、被害ははるかに深刻である。
また、黄砂は乾いていても簡単には落ちないうえ、泥のように固まりやすく、自動車の塗装やウィンドーを汚してしまう。一方で、乾いたときにワイパーやタオルで強く拭くと小さな傷をつけやすいため、修復不可能な傷をつける原因となる。対策としては、なるべくこまめに洗い、水を使って洗うのがよいとされる。

### 健康被害
細かい砂の粒子や、粒子に付着した物質、黄砂とともに飛来する化学物質などにより、さまざまな健康被害が生じる。ただし同じ汚染度でも、症状には個人差がある。
黄砂としてではなく、黄砂もその成分のひとつである粒子状物質の濃度が高い状態での健康影響も多く報告されている。

#### 疫学的報告
中国、韓国、台湾では呼吸器疾患や呼吸器感染症、心臓や脳の循環器疾患の増加と黄砂発生との相関が複数の論文で報告されている。また喘息、アレルギー性鼻炎などのアレルギー疾患のほか、結膜炎などの眼科症状の増加も報告されている。
1995年 - 1998年の春に韓国で行われた疫学調査では、黄砂の飛来時に高齢者の死亡率が2.2%上昇したほか、呼吸器・循環器・眼科の入院率や通院率が上昇した。中国の新聞の報道によれば、砂塵の飛散時には肺の感染症・心臓血管の疾病・心筋梗塞・高血圧・脳卒中などの増加が見られるという。
日本での疫学的な調査結果は、2005年に環境省と海外環境協力センターの検討会が『黄砂問題検討会報告書』をまとめた当時はなかったが、その後いくつか報告されている。京都大学の金谷久美子と富山大学の研究グループは、2005 - 2009年春季の富山県における入院患者の調査から、黄砂の後の1週間は小児喘息患者が発作により入院するリスクが1.8倍、小学生では3倍以上になったと報告している。国立環境研究所の調査でも同様の結果が出ている。九州大学の北園孝成らの研究グループは、福岡県における脳梗塞による救急搬送例の調査から、黄砂の日からの3日間は脳梗塞での搬送件数が7.5%増加、重症例に限ると5割以上増加したと報告している。
一方、上記のような調査の多くは黄砂以外の因子の影響が除去できていなかったり、統計学的に有意でないものが多いと指摘する文献もある。

#### 毒性学的報告
黄砂の主成分である二酸化ケイ素や付着成分である微生物は、肺や鼻などで炎症を誘発しアレルギー反応を活発化させることが、複数の研究で報告されている。なおマウスでの実験による推定から、黄砂単独・抗原単独・黄砂と抗原の混合の3パターンを投与した実験では混合の方がはるかに強いアレルギー反応がみられたほか、同様に黄砂と花粉を投与した実験でも混合した方が症状が強く、黄砂だけよりも微生物や花粉などと混ざった状態の方がアレルギーの増悪（ぞうあく）作用が強いという報告がある。
（清益ほか、2009年）の報告によると、黄砂との関連性が報告されている症状としては、咳、くしゃみ、鼻水などの呼吸器症状、肺炎や気管支炎の発症・増悪（の可能性）、目のかゆみや充血などの目の症状、皮膚の痒みや湿疹などの皮膚症状、発熱、心疾患への影響、またこれらと重複するが喘息や花粉症、アレルギー性結膜炎、アトピー性皮膚炎などのアレルギー症状悪化などがある。

#### 対策
中国や韓国では、黄砂の濃度が高い場合に、マスクなどの着用を奨励したり、外出を控えるよう促したりする情報が、公的機関によって発表されている。
俗説の域を出ないが、韓国では市民の間で「黄砂に含まれる有害物質排出を促進する」食べ物として豚肉などが知られている。実際に、韓国では黄砂の時期に豚肉やサムギョプサルなどの豚肉料理の売り上げが伸びる。ただ、豚肉の不飽和脂肪酸が体内の重金属の排出を促すという研究が韓国食品開発研究院から発表されるなど肯定的な見方もある一方、効果は薄いという見方もある。

### 環境的な利益
砂や砂に付着した物質によって、土壌や海洋へミネラルが供給され、植物や植物プランクトンの生育を促進する作用もあり、黄砂に土壌を肥やす効果があることも指摘されている。黄砂の成分であるリン、鉄、アルミニウムなどが、海洋のプランクトンや、ハワイの森林の生育に関わっているとの研究結果もある。また、黄砂に含まれる炭酸カルシウムには中和作用があり、黄砂の飛来と雨が重なると、雨を中性・アルカリ性に変える。そのため、酸性雨の被害軽減にも寄与している。地力を失いやすい太平洋の古い火山島に養分を与えるプロセスのひとつであり、黄砂の流れから遠い東太平洋ほど森林は失われやすいとの指摘もある。
黄砂が気候にもたらす影響は多数ある。黄砂の粒子が森林や海洋の上にあるときは太陽放射を遮蔽する日傘効果（冷却）、黄砂の粒子が氷雪や氷河の上にあるときは太陽光線を吸収して大気を暖める効果（加熱）、黄砂の粒子が雲核となって地球上の雲の分布を左右する効果（冷却・加熱）、黄砂に含まれる成分が植物やプランクトンに作用することで炭素循環に作用する効果などがあり、結果的にどう作用するかは現在はっきりと分かっておらず、気候モデルを用いた数値シミュレーションなどの研究が進められている。

### 天体の変色

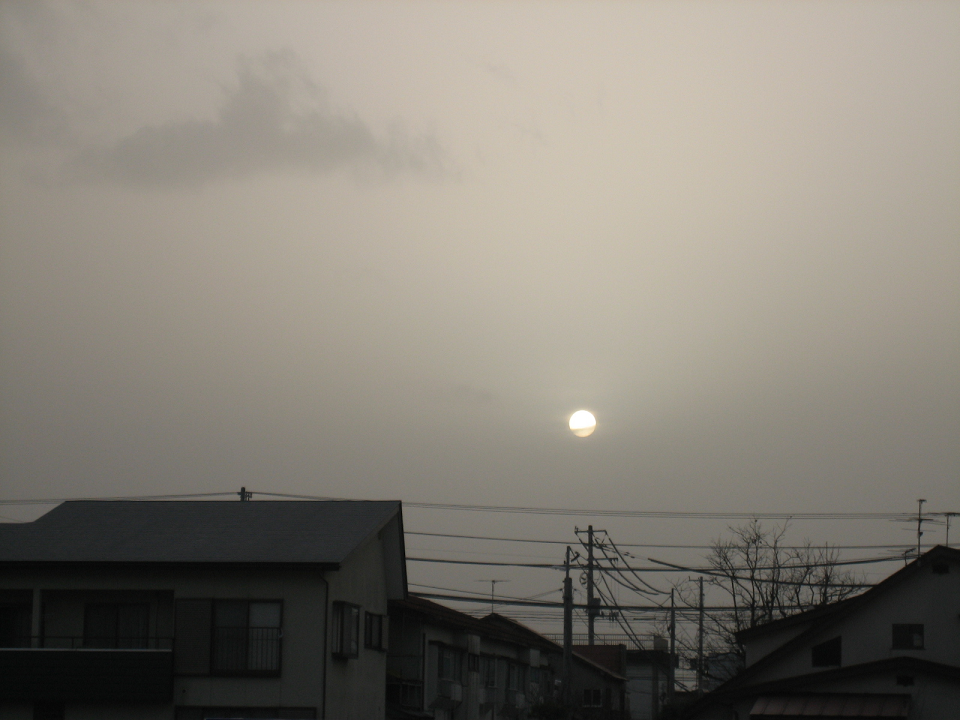
黄砂でかすんだ空。太陽は銀色に見えている。

上空を舞う黄砂によって、太陽や月などの見かけの色が変わることもある。太陽は銀色になったり、周りに青い光冠（光環）を伴って青色になったりする。また、月も青色になって青い光冠を伴うことがある。
こういった現象は滅多に目にすることができない珍しい現象であるが、中国北部をはじめ日本などでも観測例がある。

この変色現象は、黄砂の粒子が太陽光の一部を遮蔽して弱め、残りを散乱することで起きる。青の変色はおもにミー散乱によるものと考えられており、同様の原理で火星の地上で観望する夕焼けは青くなる。

## 対策

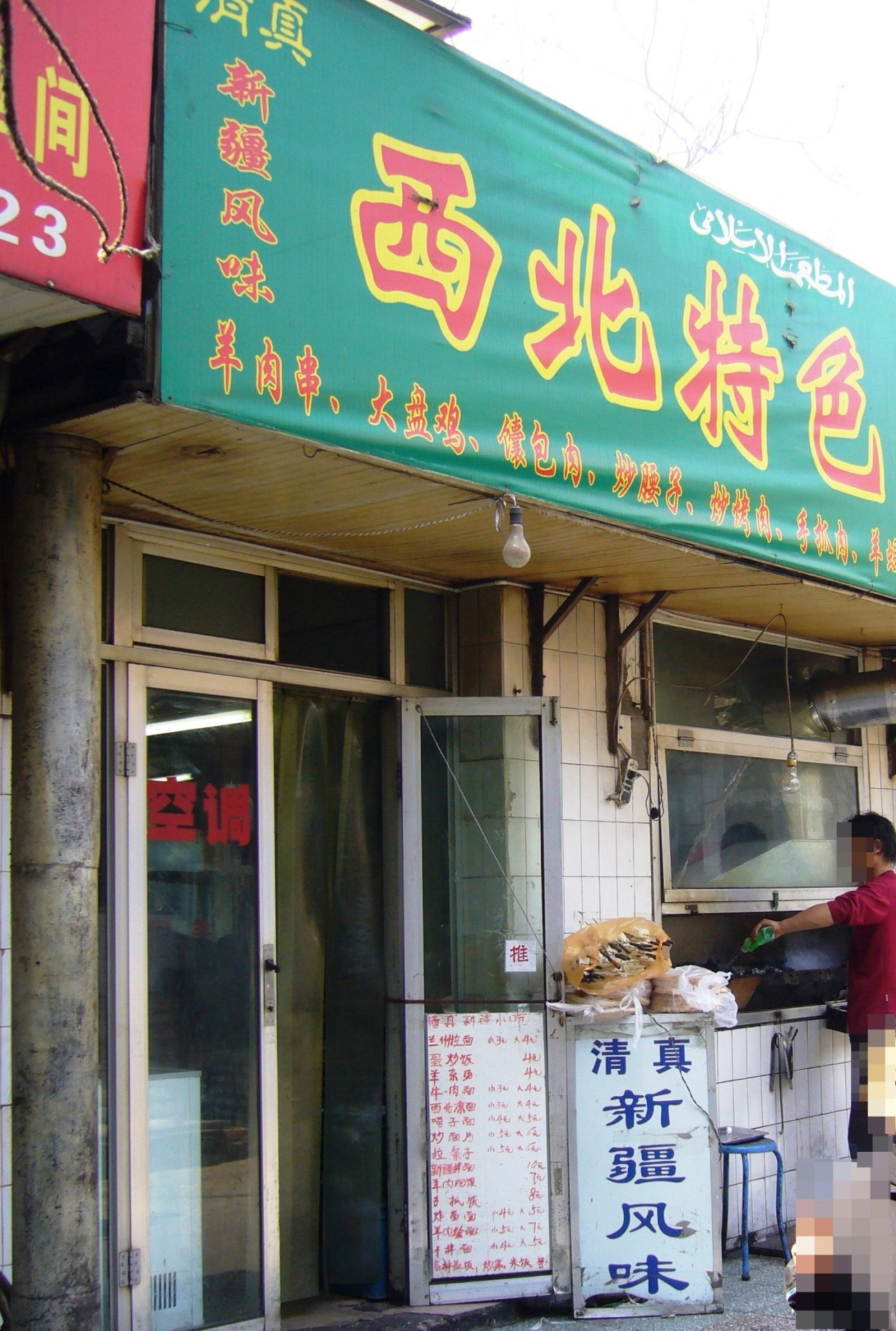
北京街頭での黄砂対策。清真料理食堂の入り口に黄砂よけ用のビニール製暖簾が張られている。

黄砂による被害への対策は各地で行われている。発生地に近い地域では、降り積もる砂を建物内に入りにくくしたり、屋根などに砂が積もって重くならないような工夫などがされている。建物の窓を閉める、建物に入る前に衣服に付着した黄砂をはらう、黄砂の発生後は掃除を行うといった対策が挙げられる。
健康面での被害への対策として、黄砂が大量に降っている場合は、砂の微粒子を体内に取り込まないように、眼鏡やマスクを着用する、うがいや手洗い・洗顔を行う、外出を控えるといった処置をとることが挙げられる。
黄砂は少なくとも数万年前から発生しており、自然現象であって完全に防ぐことはできないという考え方もある。しかし、人為的な処置によって黄砂の量を減らすことはできるのではないかと考えられており、発生地の砂漠化の防止を中心とした対策が行われている。

### 砂漠化・乾燥化の防止
中国国内の砂漠化・乾燥化地域のほとんどが黄砂の発生源と考えられている。現在に至る過去数十年間、中国での砂漠化のおもな原因は、過伐採、過放牧、過剰耕作、水利用の失敗などの人為的なものに加えて、自然な気候変動による乾燥化が重なったことだとされている。
砂漠化や乾燥化は、野焼きの他、干ばつなどによる軽度の水不足によって植物が枯死することから始まる。これを放置してしまうとどんどん深刻化していくが、この初期段階で防ぐことができれば、少ない労力で食い止めることが可能だと考えられ、初期対策は重要とされている。このためには水が必要となるが、もともと水不足であるため限界がある。
さらに社会的な原因として、急激に増加する人口を養う必要性から、生産力や経済力を上げる必要があったため、中国北部や西部では、砂漠化しやすい土地でありながら、農耕や牧畜を従来の移動型から土地への負荷（水不足のリスク）が大きい定着型へと変えてしまったことが挙げられる。
タクラマカン砂漠がある新疆ウイグル自治区でも近年、過放牧によって草原が荒れて砂漠化が進行しているが、その理由はタリム盆地周縁のオアシス人口の急激な人口増加によるとされ、中でも漢族の急激な同地域における入植による人口増加がおもな原因とされる。
砂漠より少し降水量が多い黄土高原などでは、もともと雨水だけに頼り、休耕地を作って雨水を蓄えさせる（黄土や黄砂は粒子が細かく、表面張力によって粒子同士の隙間に水が蓄えられるため、実は保水性がある）伝統的な天水農法が行われていた。しかし、他地域と同様の人口増加によって、過剰耕作や灌漑による塩類集積などが発生して、乾燥化が進んでいると考えられている。
こういった背景から現在のところ、砂漠化防止のため、砂漠緑化と農法の改良を中心とした対策が重要視されている。具体的には、適切な植林、効率の良い薪などの燃料の確保、家畜の管理、土壌浸食の防止、灌漑、水資源の有効利用、エネルギーの再利用、適切な土地利用や農法への転換、砂の移動防止などがあり、技術開発を進め、専門家が指導を行って、砂漠化防止活動を長期間持続できるようにする必要がある。
ただ、住民に負担を強いたり、生活自体を変えたりする対策が多く、砂漠化や乾燥化の防止は簡単に防ぐことができるものではない。中国の一人っ子政策などは人口抑制に大きな役割を果たしているが、それでも不十分であり、砂漠緑化をはじめとした地道な活動が、黄砂対策として必要であるとされている。また、日本・韓国といった発生地以外の国も協力可能であり、実際に各地で砂漠緑化や農業指導などが行われている。しかしながら、植林などの対策よりも乾燥化のほうが進行スピードが速く、黄砂対策は実効性を現しにくいという見方もある。

### 研究・国際的な活動
また、各地で気象観測の一環として黄砂が観測されているが、観測点に偏りがあることに加え、気象観測だけでは黄砂現象の解明には不十分なため、より精密で計画的な観測が必要となる。これまでは、個人や小規模なグループによる研究が行われてきた。しかし、1990年代に黄砂現象の実態が詳しく分かるようになったことで、黄砂の実態把握には、数十年という長期間の監視体制を整える必要があることが次第に明らかになってきた。
現在市民向けに提供されている黄砂情報は以下のとおりである。
- 黄砂情報、黄砂に関する気象情報 - 気象庁、気象研究所などによる[93]。
- 黄砂予報、注意情報（3段階） - 韓国気象庁による。
- 砂塵暴予報、警報 - 中国気象局による。翌日までの短期間の予報しかできなかったため、中国科学院によって数値予報システムが開発され、運用が開始された。

このほかにも、行政機関や研究機関による大規模なプロジェクトがある。
- ADB/GEF黄砂対策プロジェクト - UNEP・UNESCAP・UNCCD・ADB・中国・韓国・モンゴル・日本の8者が参加。黄砂対策プラン（リンク参照）を作成するなどの成果を上げている。
- 黄砂実態解明調査 - 環境省によるプロジェクト（リンク参照）。
- 日中韓3カ国環境大臣会合 - 黄砂問題に関する合意形成も行う。
- 日中韓局長級会合による黄砂対策協議[94]。
- 国際ダストストームワークショップ - 黄砂研究に関する国際的な会合。

また、モンゴル・中国・韓国・日本各国の多数の大学、研究機関、行政機関が研究や観測に関わっている。複数の国家間で、観測機器や資金の援助、植林や農業指導などの協力も行われている。植林や農業指導については、NGOなどの民間団体が関わったプロジェクトもある。

### 問題点と今後の課題
対策が遅れている原因として、各国で黄砂の定義や分類（下の項参照）、黄砂に関する認識に相違点があることが指摘されている。たとえば、黄砂による被害は、モンゴルでは砂による害、中国では砂塵嵐による害、韓国では気象現象、日本では大気汚染と、かなり異なった概念であると考えられている。
また、黄砂の主原因とされる砂漠化の原因、その責任の所在などが、科学的根拠をもとに明らかにされているとは言えない状況にある。発生国である中国やモンゴル、被害国である韓国や日本など、立場ごとに
- 地球温暖化による降水量減少が原因で、先進国を中心とした世界全体に責任がある。
- 農業や治水面での不作為が原因で、現地の住民や政府・行政に責任がある。
- 発生地ではない日韓も、黄砂に付着する大気汚染物質の発生源である自国企業関連の工場や、砂漠化につながる木材・農産品・畜産品の輸入などを通しても関わっており責任がある。

といったさまざまな主張が対立している。
今後の課題としては、地表の水分量や植生の状態、作物の種類や分布、家畜の分布、地下水の取水状況などの継続した調査や、観測機器の整備、観測データの常時共有化、黄砂の定義や分類の統一、黄砂の予測技術の改良、対策の評価などが挙げられている。

## 各国での状況
各言語での黄砂の名称は以下の通り。
- 日本（日本語） - 「黄砂」、読みは「こうさ」。「おうさ」と読まれることもある（小学館国語辞典編集部『日本国語大辞典』第2版（小学館、2001年）の第2巻851頁には「おうさ（黄砂）」の項目が置かれており、「こうさ（黄砂）」の項目への参照項目となっている）。「黄沙」とも表記されるが頻度は低い。
- 中国（中国語） - 「黄沙」、「黄砂」、読みはいずれも「拼音: huángshā ホワンシャー」。このほかに「亞洲粉塵」「黄塵」「黄河風」「中國沙塵暴」といった別名がある。ただし、中国では、「黄沙」などの名称は主に研究者の間で用いられており、一般には日本語の「黄砂」に当たるような黄砂現象全体を表現する言葉がほとんど浸透していない。その代わりに（黄砂による）砂塵嵐のみを表す「沙尘暴」（拼音: shāchénbào シャーチェンパオ）などが用いられている。
- 英語圏 - 「China dust」「Asian dust」「Yellow dust」「Yellow sand」「Yellow wind」「China dust storms」
- 韓国・北朝鮮（朝鮮語） - 「황사」「黄沙」「黄砂」、読みはいずれも「ファンサ」。
- ベトナム（ベトナム語） - 「Hoàng sa（黄砂）」「bão cát vàng」
- モンゴル（モンゴル語） - 黄砂自体の名称ではないが、黄砂の元となる砂塵嵐のことを「トゥイリン」[21]と呼ぶ。

英語の名称は、学術分野では表現の差異に関わらず広く使用されている。このほか、歌や詩などに使われる霾（ばい、つちふる、bai）などの別名があるほか、「灰西」「赤霧」「山霧」「粉雨」といった地域的な呼び名もいくつか存在する。

### 中国・モンゴル
中国では気象局の定める定義で、砂粒や土ぼこりが空中を漂って空の色が濁り視程が低下している天気を「砂塵天気」とし、そのうち視程10キロ未満は「揚砂」、視程1キロ未満は「砂塵暴」と呼ぶ。砂塵暴は洪水・暴風といった他の気象災害と同様に3段階の警報が定められており、市民に周知される。
| 名称       | 名称                                            | 基準                                        | 備考                                      |
| 日本語     | 中国語簡体字/英語                               | 基準                                        | 備考                                      |
| ---------- | ----------------------------------------------- | ------------------------------------------- | ----------------------------------------- |
| 浮塵       | 浮尘/suspended dust                             | 風力3未満（5.4m/s未満）、かつ視程10キロ未満 |                                           |
| 揚砂       | 扬沙/blowing sand                               | 視程1キロ以上10キロ未満                     |                                           |
| 砂塵暴     | 沙尘暴/sand and dust storm                      | 視程1キロ未満                               |                                           |
| 強砂塵暴   | 强沙尘暴/severe sand and dust storm             | 視程500メートル未満                         | 目安として、風力8 - 9程度（約17 - 24m/s） |
| 特強砂塵暴 | 特强沙尘暴/extremely severe sand and dust storm | 視程50メートル未満                          | 目安として、風力10以上（約25m/s以上）     |

| 名称           | 名称               | 基準                                                                |
| 日本語         | 中国語簡体字       | 基準                                                                |
| -------------- | ------------------ | ------------------------------------------------------------------- |
| 砂塵暴黄色警報 | 沙尘暴黄色预警信号 | 今後12時間以内に、砂塵暴が発生する、あるいは継続すると予想される    |
| 砂塵暴橙色警報 | 沙尘暴橙色预警信号 | 今後6時間以内に、強砂塵暴が発生する、あるいは継続すると予想される   |
| 砂塵暴赤色警報 | 沙尘暴红色预警信号 | 今後6時間以内に、特強砂塵暴が発生する、あるいは継続すると予想される |

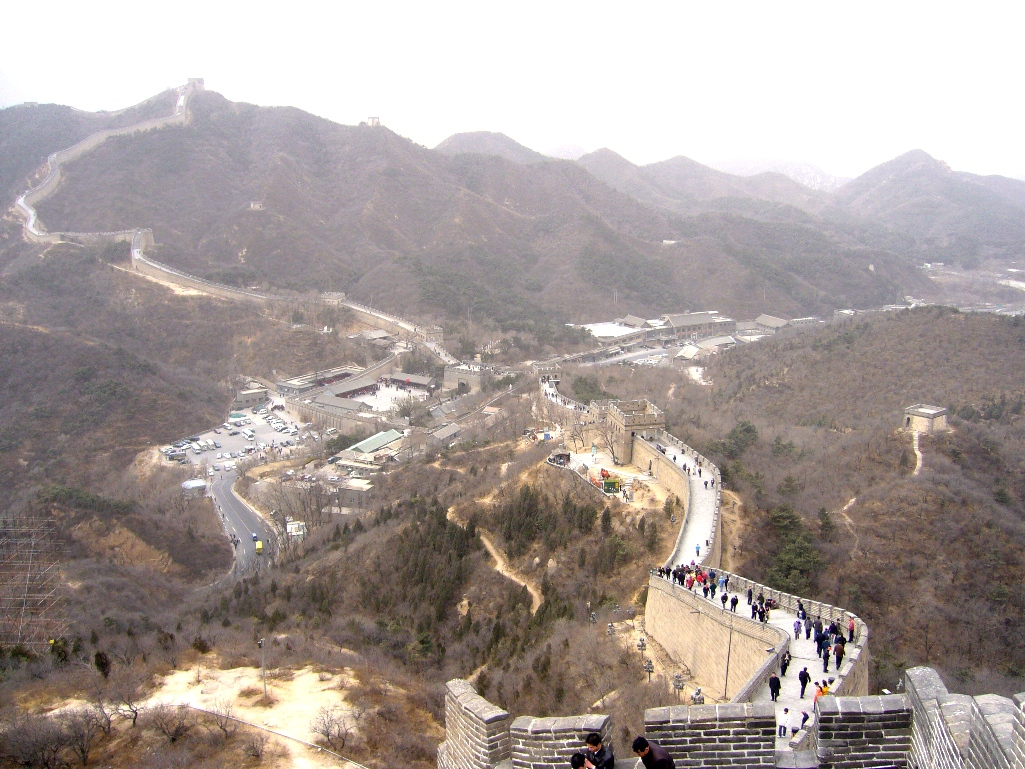
黄砂でかすむ万里の長城・八達嶺長城の遠景

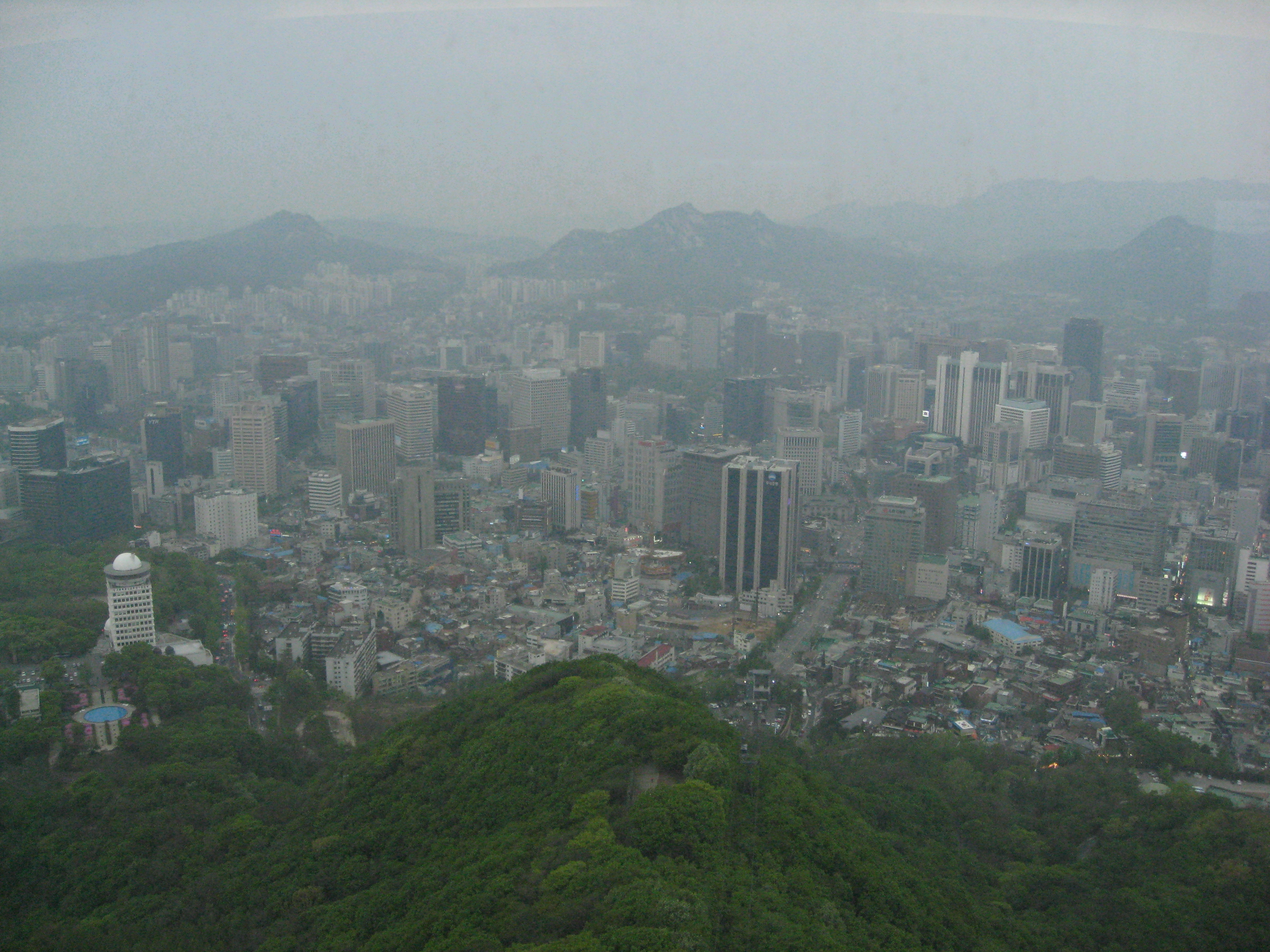
黄砂でかすむ春のソウル市街

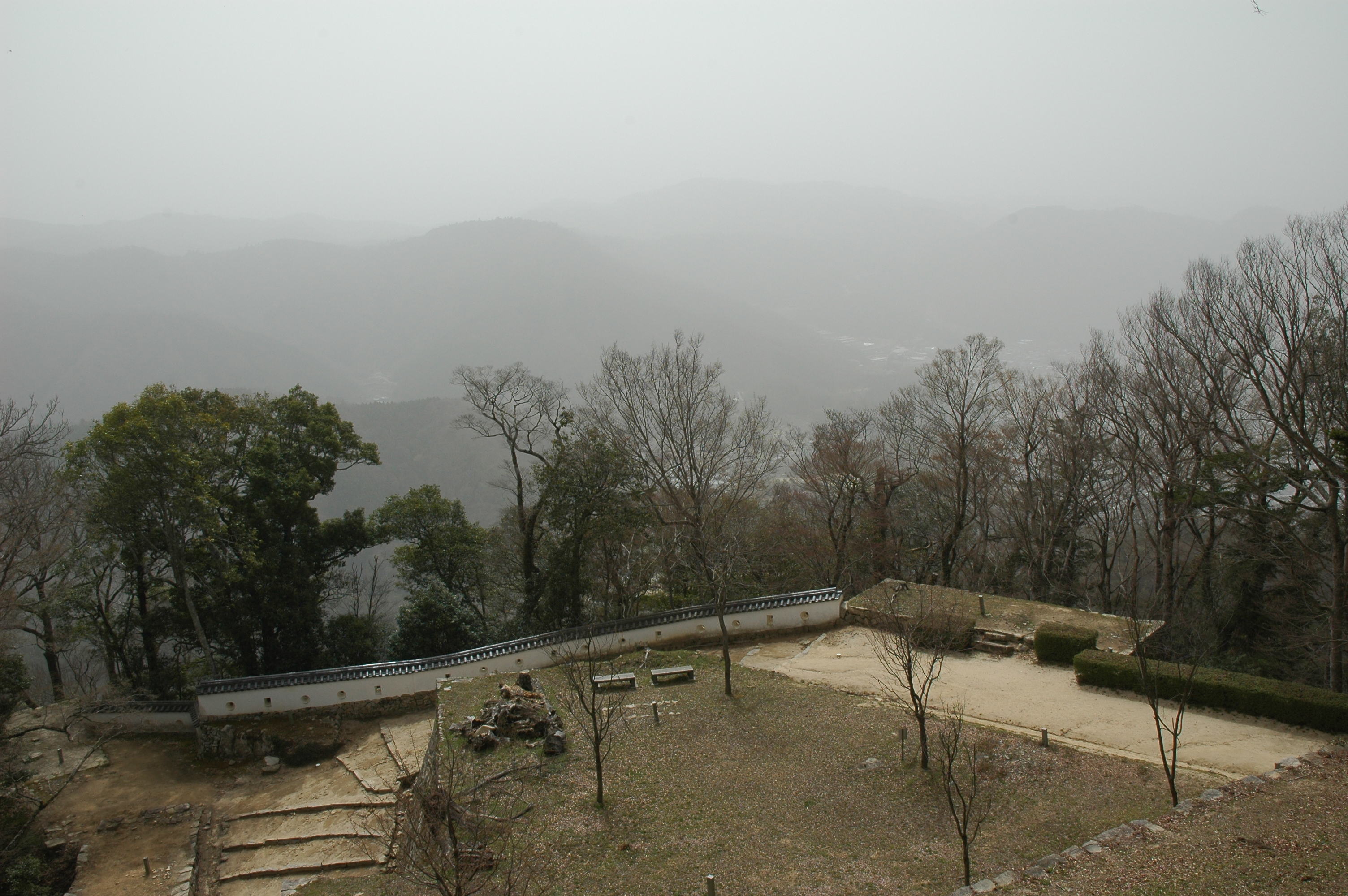
黄砂でかすむ岡山県高梁市の様子

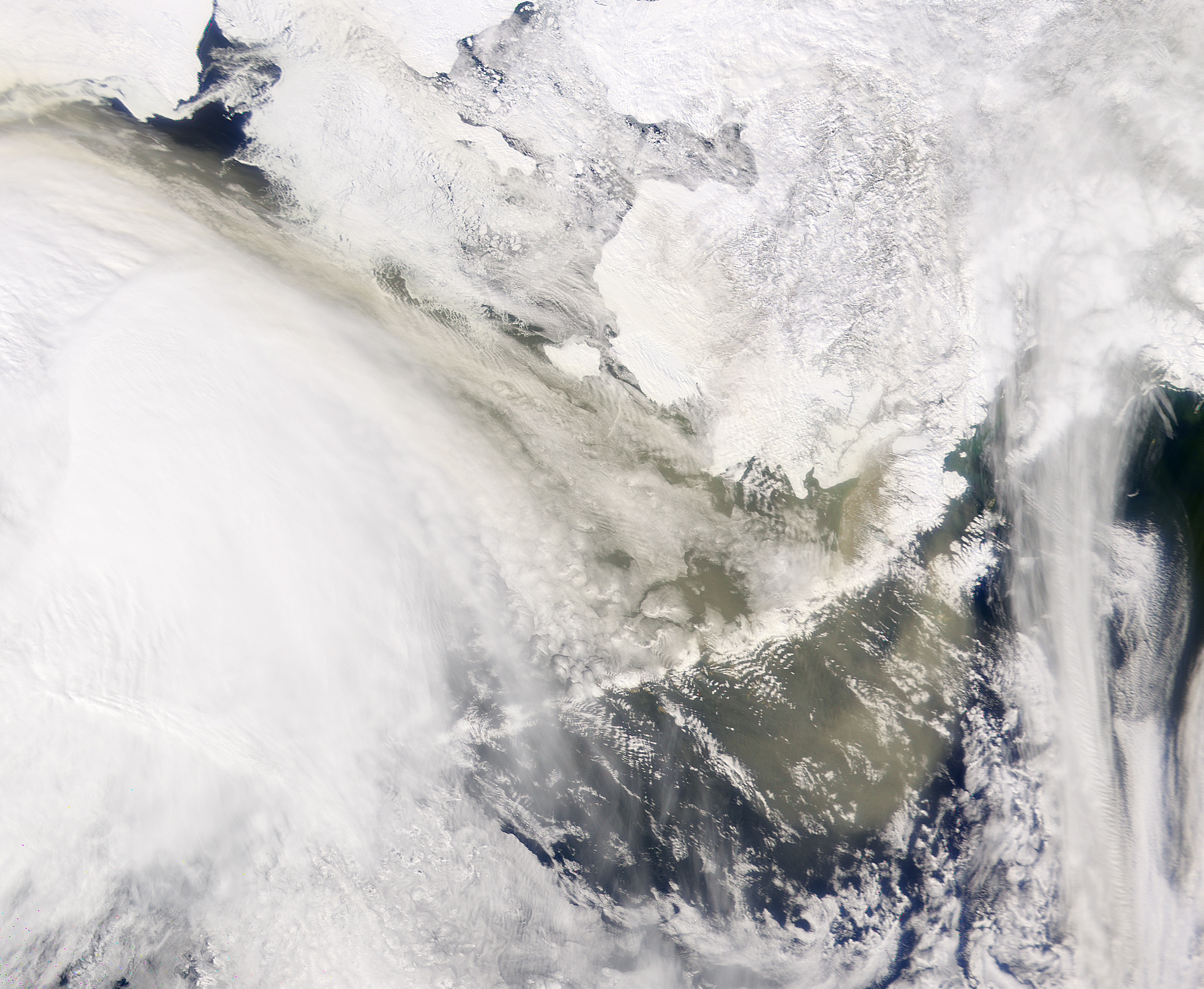
2002年4月、アラスカまで到達した黄砂の衛星写真

東部でよく観測され、都市部では、最近の経済発展によるスモッグ（煙霧）との相乗効果で、視程がかなり悪くなることがある。北京や天津などは発生地とされる砂漠に近く、近年はたびたび大規模な黄砂に襲われている。
発生地から比較的離れた地域でも、黄砂による被害をたびたび受けている。2007年4月2日には、上海で623µg/m3（マイクログラム毎立方メートル）と過去最大の量の黄砂を観測し、大気汚染指数が500と過去最悪の数値を観測した。大気汚染指数（API）は二酸化硫黄とPM10の濃度を基準にした中国独自の指標である。0 - 500の数値で表され、300以上が「重度」とされている。華北や東北地方では日常的に指数が100前後と高く、これまでに500を記録したことはあったが、上海で「重度」となったのは初めてのことだった。南方の台湾でも最高500µg/m3程度の黄砂が春を中心に観測される。
ただ、発生地周辺の中国内陸部やモンゴルでは、単なる黄砂の降下よりも砂塵嵐による被害の方が大きい。農作物に砂が積もることによる不作のほか、住居に砂が侵入したり、視界不良による事故などで死者が出ることもある。
強砂塵暴には「黒風」（簡体字: 黑风）、特強砂塵暴には「黒風暴」（簡体字: 黑风暴）の俗称がある。
これまででもっとも大きな被害は、1993年5月5日に中国北西部（寧夏回族自治区、内モンゴル自治区アルシャー盟、甘粛省）で発生した黒風暴によるものである。死者・行方不明者112人、負傷者386人、家畜・牛馬の死亡・行方不明約48万3,000頭、4,600本の電柱が倒壊、被害を受けた耕地21万 ha、森林被害18万ha、経済損失66億円のほか、多くの道路や鉄道が埋没するという甚大な被害を出した。死者の多くは学校から帰宅途中の子どもであった。この時、甘粛省で22.9mg/m3（22,900μg/m3）という記録的な黄砂の濃度を観測している。
中国の森林管理局によれば、黄砂の影響を受けている中国人は約4億人で、直接的な被害だけでも540億元（約840億円）に及ぶという。また別の推定では、1990年代の黄砂に伴う経済損失は年間15億元（Yang および Lu, 2001年）だとされている。

### 韓国
韓国では、黄砂はその程度により、強度0、強度1、強度2の3段階に分類されている。
- 強度0 - 視界が多少混濁している状態。
- 強度1 - 空が混濁し、黄色い塵が物体表面に少し積もる状態。
- 強度2 - 空が黄褐色になって日光も弱まり、黄色い塵が物体表面に積もる状態。

また韓国気象庁は、環境部所管の観測網から得られるPM10濃度の1時間あたり平均値の予報をもとに、規定の濃度が2時間以上続くと予想された場合に、3段階の警報体制をとっている。気象注意報・警報などと同様に、地域ごとに発令される。
- 黄砂情報 - 300µg/m3以上で、かつ情報提供が必要な場合。
  - 高齢者・子供・呼吸器疾患患者の屋外での活動、幼稚園・小学校の屋外活動、一般市民の屋外での激しい運動をそれぞれ自粛するよう勧告。
- 黄砂注意報 - 400µg/m3以上。
  - 一般市民の屋外での激しい運動を自粛するよう勧告。高齢者・子供・呼吸器疾患患者の屋外での活動、幼稚園・小学校の屋外活動をそれぞれ禁止するよう勧告。外出時に長袖の衣服を着て清潔を保つよう指導。
- 黄砂警報 - 800µg/m3以上。
  - 高齢者・子供・呼吸器疾患患者の外出禁止、一般市民の屋外活動禁止・外出自粛、室外での運動競技の中止・延期を勧告。幼稚園・小学校の屋外活動禁止、および授業短縮・休校などの措置を講じるよう勧告。外出時に長袖の衣服を着て保護めがね・マスクなどを使用して清潔を保つよう勧告。畜舎・家畜の保護措置、農産物・飼料の覆い、電子・精密機械に侵入する微粒子の遮蔽措置を指導。

以上の基準は、黄砂被害の増加を受けて2007年2月10日に改正されたものである。
2002年3月21日 - 22日の黄砂は記録的な被害をもたらした。ソウルではPM10の濃度が2,266µg/m3を記録、幼稚園や高校5,000校あまりが休校し航空機の欠航や精密機器工場の操業見合わせなどの影響が生じた。「1 - 2キロほどしか見通しもきかず、呼吸ですら困難なほどであった」と地元新聞は伝えている。2006年4月には2,015µg/m3が観測され、空の便も韓国国内便6便が欠航している。
韓国気象庁によれば、韓国に飛来する黄砂は内モンゴル、ゴビ砂漠、黄土高原などを中心に発生し、発生からおよそ1日 - 8日かけて到達し、もっとも近い発生源である中国東北地方のものは最短半日で到達する。
韓国政府の推定によれば、黄砂の諸影響による同国での経済損失は、年間およそ3兆 - 5兆ウォンにも達するという。また別の推定（Kang, 2004年）によれば、黄砂による医療・福祉分野の被害額や黄砂への対策費用は、年間3,640億ウォンだとされている。

### 北朝鮮
北朝鮮での黄砂の実態は、同国に関する情報が対外的にほとんど発表されていないため、あまり詳細には分かっていない。ただ、人体への影響、動植物や農作物への影響、工場などへの影響が発生したり、発生の可能性が指摘されたりしていることが、近隣諸国のメディアによって報道されている。

### 日本
日本では、気象庁により、黄砂とは「大陸性の土壌粒子が飛来し浮遊している現象」と定義されており、視程が10キロ未満を判断の目安としているが、1989年4月以降は10キロ以上でも明らかに黄砂と分かる場合には黄砂として記録される。気象庁は2004年から黄砂に関する予報を開始した。黄砂の発生が予測される場合、都道府県単位で「黄砂に関する気象情報」を発表するほか、ホームページで黄砂の観測値や到達濃度予測を発表している。
2月から5月にかけてよく観測され、特に春先の4月に多く、夏に最小となる。西日本や日本海側で観測されることが多い。山脈を隔てて東側となる東日本や太平洋側、内陸部では観測数は少ないが、ときどき観測される。
日本における黄砂濃度の最高値は、黄砂以外も含む浮遊粒子状物質（SPM）の参考値ではあるが、2002年に1時間値0.79mg/m3（790µg/m3）という値が観測されている。これは環境基準の約4倍である。
1967年以降、日本での黄砂観測日数は平均20日程度であるが、2000年から2002年にかけては50日前後と大幅に増加した。日本で黄砂観測日数が増える年は、中国東北部で低気圧が発達しやすく、西風が強い傾向にある。日本で観測される黄砂は大気が霞み、微量の砂が積もる程度で、大きな被害はほとんど報告されないが、軽微な物理的被害や健康被害は報告されている。気象観測における天気としては煙霧またはちり煙霧に分類される。
沖縄県では、1959年1月13日に沖縄本島、宮古島、石垣島で視程が一時1km以下、日中でも自動車がライトを点灯するほどの黄砂が飛来したことがある。

### その他
地上からの観測による情報はないが、衛星画像による観測の解析から、ロシアの沿海州・樺太なども黄砂の通過ルートとなっていると考えられている。
遠くで観測された例では、アメリカ合衆国のハワイ州、アメリカ本土、カナダなどがある。
2001年4月上旬に発生した黄砂は、同月15日にソルトレイクシティ、18日にはカナダからアリゾナ州にかけてのロッキー山脈、19日には五大湖付近でそれぞれ観測され、20日にはカナダ沖大西洋上空に達した。
また、グリーンランドやアルプス山脈でも、黄砂由来のものと見られる砂や土壌粒子が観測されたとの報告がある。

2009年には、衛星画像の分析やコンピューターシミュレーションによって、タクラマカン砂漠で発生した黄砂が対流圏上部まで達して長期移動ルートに乗り、一部は地球を一周して13日後には再びタクラマカン砂漠上空まで移動していることが明らかになったとする研究結果も発表されている。黄砂が地球を一周してしまうほど長距離運搬されていることが示唆され、これまで考えられていたよりも広範囲の環境に（良し悪し含めての）影響を与えている可能性があることが分かった。

## 文化における表現

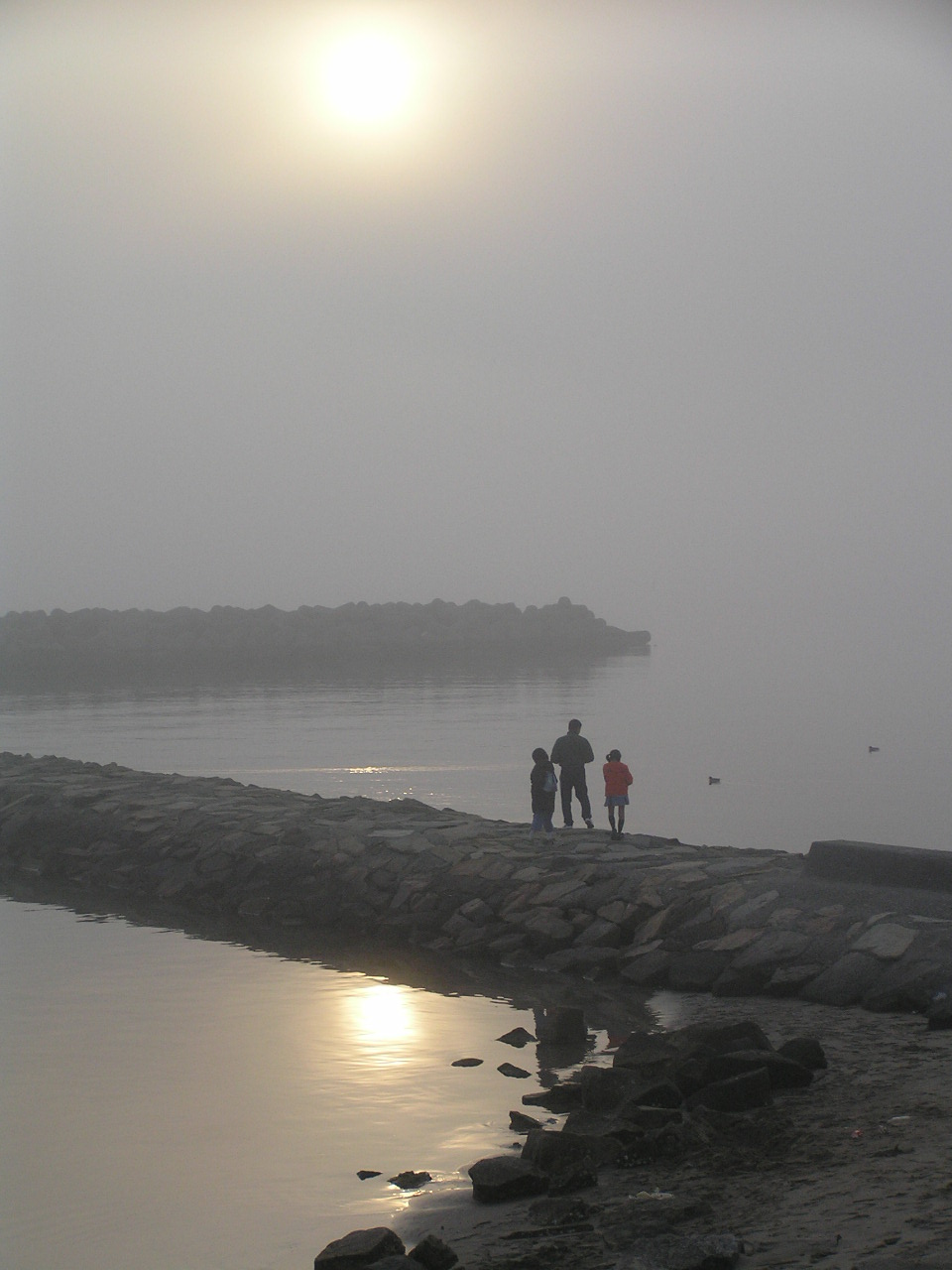
日本に飛来した黄砂により春霞がかかったように見える海（2006年3月11日、明石市魚住漁港）

黄砂は、古くより詩、句、歌などの表現に取り入れられている。
春によく見られる春霞やそれが夜の月を霞ませる朧月夜には、黄砂が（すべてではないが）影響している。「春霞」や、黄砂の古名である「霾」（つちふる）のほかに、「霾曇」（よなぐもり）、「霾晦」（よなぐもり）、「霾風」（ばいふう）、「霾天」（ばいてん）、「黄塵万丈」、「蒙古風」、「つちかぜ」、「つちぐもり」、「よなぼこり」、「胡沙」（こさ）など、黄砂に関する言葉は多数ある。現代では、「黄砂」自体も歌や句に用いられる。いずれも春の季語である。
古いものでは、殷の時代に用いられた甲骨文字に「霾」を含む記述が発見されており、現在でいう黄砂のことを示していたと解釈されている。
「已入風磴霾雲端（すでに風磴(ふうとう)に入(い)りて雲端(うんたん)に霾(つちふ)る）」は、杜甫が七言律詩『鄭駙馬宅宴洞中』の中で、雲の端から砂塵交じりの風が吹いてくる様を表したものだとされている。この節の「霾雲端」は松尾芭蕉が『奥の細道』でも引用しており、岩手の里から最上の庄へ行く途中の山中での心細さを表現するのに用いている。加藤楸邨、中村汀女、水原秋桜子、有馬朗人、富安風生なども黄砂や霾などを扱った俳句を残している。
「黄砂」や黄砂に関する言葉をタイトルにした作品も多数ある。
- 『霾』（詩集『春の岬』収録） 創元社 1939年 三好達治、1939年、詩集
- 『黄砂哭く谷』 生田直親、1981年、小説 ISBN 978-4-19-568808-3
- 『黄砂の刻』 伊藤桂一、1985年、詩集 ASIN B000J7MCI2
- 『黄砂の冠を戴くもの-アルドナの翼』 横手美智子、1994年、漫画 ISBN 978-4-8291-2580-9
- 『黄砂と桜』 安西篤子、2001年、小説 ISBN 978-4-19-861294-8
- 『黄砂に吹かれて』 工藤静香、1989年、CDシングル[130]
- 『オユンナII黄砂』 オユンナ、1992年、CDアルバム[131]
- 『黄砂』 楊興新、1995年、CDアルバム[132]
- 『火舞黄沙』 無綫電視、2006年、テレビドラマ[133]